# Francfort-sur-le-Main
« Francfort » redirige ici. Pour les autres significations, voir Francfort (homonymie).
 (décembre 2024).
Si vous disposez d'ouvrages ou d'articles de référence ou si vous connaissez des sites web de qualité traitant du thème abordé ici, merci de compléter l'article en donnant les références utiles à sa vérifiabilité et en les liant à la section « Notes et références ».
Francfort-sur-le-Main (en allemand : Frankfurt am Main, /ˈfʁaŋkfʊɐ̯t ʔam ˈmaɪn/) est une ville d’Allemagne, généralement appelée simplement Francfort malgré le risque de confusion avec la ville de Francfort-sur-l'Oder. Située sur la rivière du Main, la ville est avec près de 800 000 habitants (les Francfortois) la cinquième ville d'Allemagne par sa population et la plus grande du Land de Hesse. Son aire urbaine appelée Rhin-Main – ou Région métropolitaine de Francfort-sur-le-Main – compte plus de 5,5 millions d'habitants, ce qui en fait la dixième aire urbaine d'Europe, la sixième de l'Union européenne et la seconde d'Allemagne après celle de Cologne-Düsseldorf appelée Rhin-Rhur. Il y a aussi beaucoup de monuments comme la bourse de Francfort, la cathédrale Saint-Barthélémy de Francfort, et l'emblématique Main Tower. 
Francfort est la quatrième place financière d'Europe ainsi que la ville la plus riche d'Allemagne avec un PIB par habitant de 85 300 euros. C'est également la quatrième ville d'Europe quant au volume d'activités financières après Londres, Paris et Amsterdam. Elle accueille notamment le siège de la Banque centrale européenne (BCE), le siège de l'Autorité européenne des assurances (AEAPP), le siège de la Banque fédérale d'Allemagne (Deutsche Bundesbank) et celui de la Bourse de Francfort.
Francfort est également un carrefour majeur européen. Son aéroport est le quatrième d'Europe après l'aéroport international de Londres Heathrow, l'aéroport Paris-Charles-de-Gaulle et l'aéroport d'Amsterdam-Schiphol. La ville est parfois surnommée le Manhattan européen ou Mainhattan, en référence au cours d'eau, le Main, qui la traverse, et au quartier de Manhattan à New York, qui comprend aussi beaucoup de gratte-ciel. Le bâtiment le plus élevé de Francfort est la Commerzbank Tower, siège social du groupe bancaire Commerzbank, culminant hors antenne à 259 mètres, qui a été construit par le cabinet de l'architecte britannique Norman Foster.
Francfort est considérée comme une ville mondiale de premier plan grâce à sa puissance économique, ses infrastructures et sa richesse culturelle. En 2012, The Economist classe Francfort première de son classement des 140 villes les plus chères en Allemagne pour un expatrié et dixième au monde. Enfin, la qualité de vie à Francfort est l'une des plus agréables au monde selon le classement Mercer.

## Toponymie
Le nom Frankfurt est une déformation du nom Franconofurd, qui signifie « le gué des Francs » (ou Franconiens), et dont la première mention connue se trouve dans un document de l'époque de Charlemagne.
Quant à la rivière, les Celtes l'appelaient Moïn ou peut-être Mogin, latinisé ensuite par les Romains en Moenus. La signification de l'étymon, inconnue, a été rapprochée de la racine indo-européenne mei qui signifie « eau » mais il n'y a aucune certitude.

## Géographie

### Situation

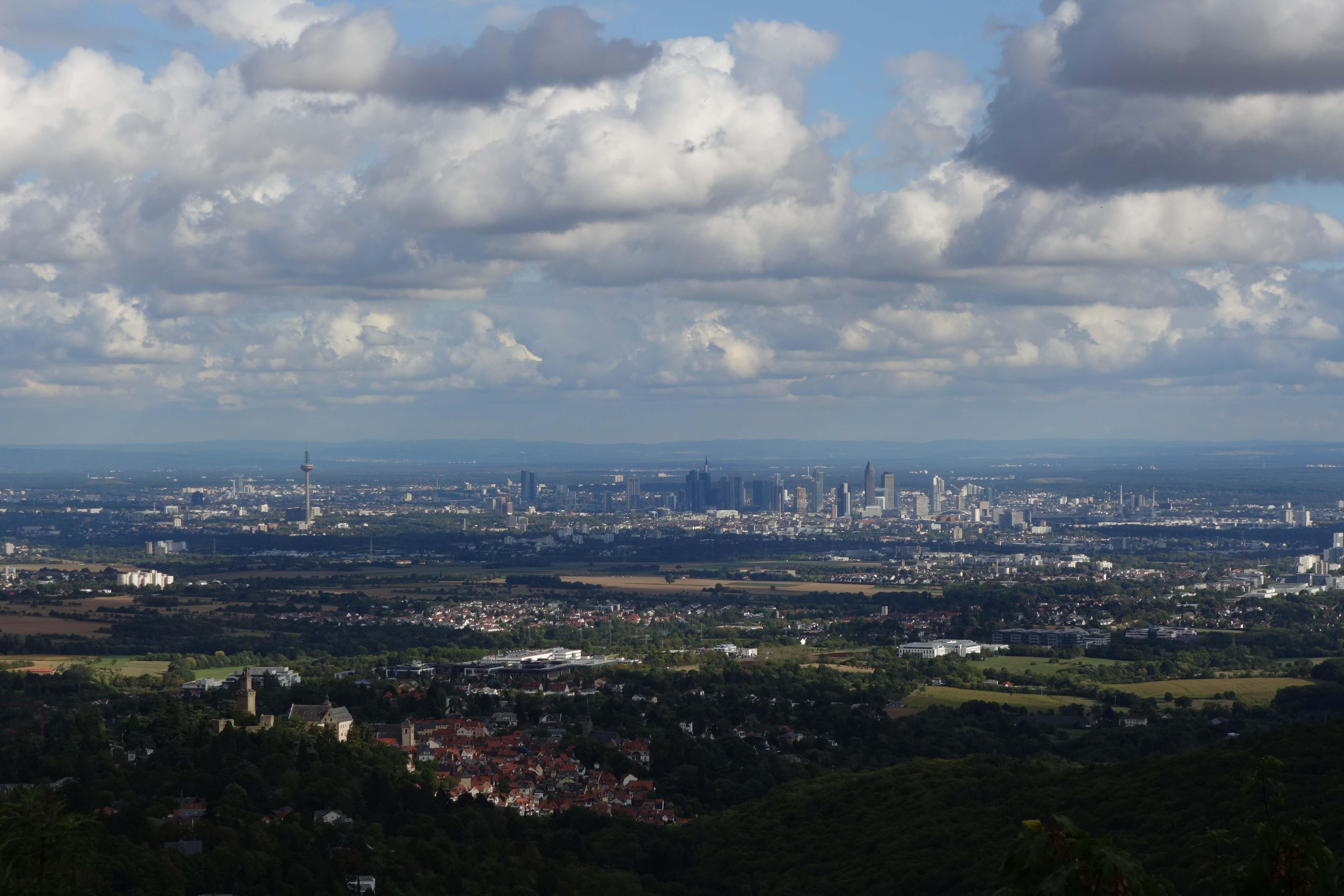
Francfort et agglomération

Francfort est située à une altitude moyenne de 113 mètres dans la Région Rhin-Main. Au nord-ouest de la ville s'étend le massif de moyenne montagne du Taunus.
La ville est implantée sur le Main, un affluent du Rhin, et occupe une position centrale en Europe. Elle est distante de 327 km de Bâle, 220 km de Strasbourg, 402 km de Bruxelles, 440 km d'Amsterdam, 551 km de Berlin et 573 km de Paris.
Les villes situées près de Francfort sont Wiesbaden, Mayence, Darmstadt, Offenbach-sur-le-Main et Hanau.

Panorama de la ville de Francfort-sur-le-Main vue du sud, en 2010.

### Climat
Le climat qui règne à Francfort est de type semi-continental avec des écarts de températures relativement importants. La température moyenne est de 1,6 °C pour le mois de janvier et de 19,4 °C pour le mois de juillet. La température moyenne annuelle est quant à elle de 10,1 °C. Avec 611 millimètres de pluie par an, les précipitations somodérées.
| Mois                              | jan. | fév. | mars | avril | mai  | juin | jui. | août | sep. | oct. | nov. | déc. | année |
| --------------------------------- | ---- | ---- | ---- | ----- | ---- | ---- | ---- | ---- | ---- | ---- | ---- | ---- | ----- |
| Température minimale moyenne (°C) | 0,5  | 0,7  | 3,4  | 6,6   | 10,5 | 13,8 | 15,8 | 15,5 | 11,7 | 7,8  | 4,1  | 1,4  | 7,6   |
| Température moyenne (°C)          | 2,8  | 3,6  | 7,3  | 11,7  | 15,6 | 19   | 21   | 20,4 | 15,9 | 11   | 6,5  | 3,5  | 11,5  |
| Température maximale moyenne (°C) | 5    | 6,6  | 11,5 | 16,8  | 20,7 | 24,1 | 26,2 | 25,8 | 20,9 | 14,8 | 9    | 5,6  | 15,6  |
| Précipitations (mm)               | 52   | 44   | 41   | 38    | 62   | 60   | 65   | 60   | 50   | 54   | 52   | 63   | 641   |

### Morphologie urbaine

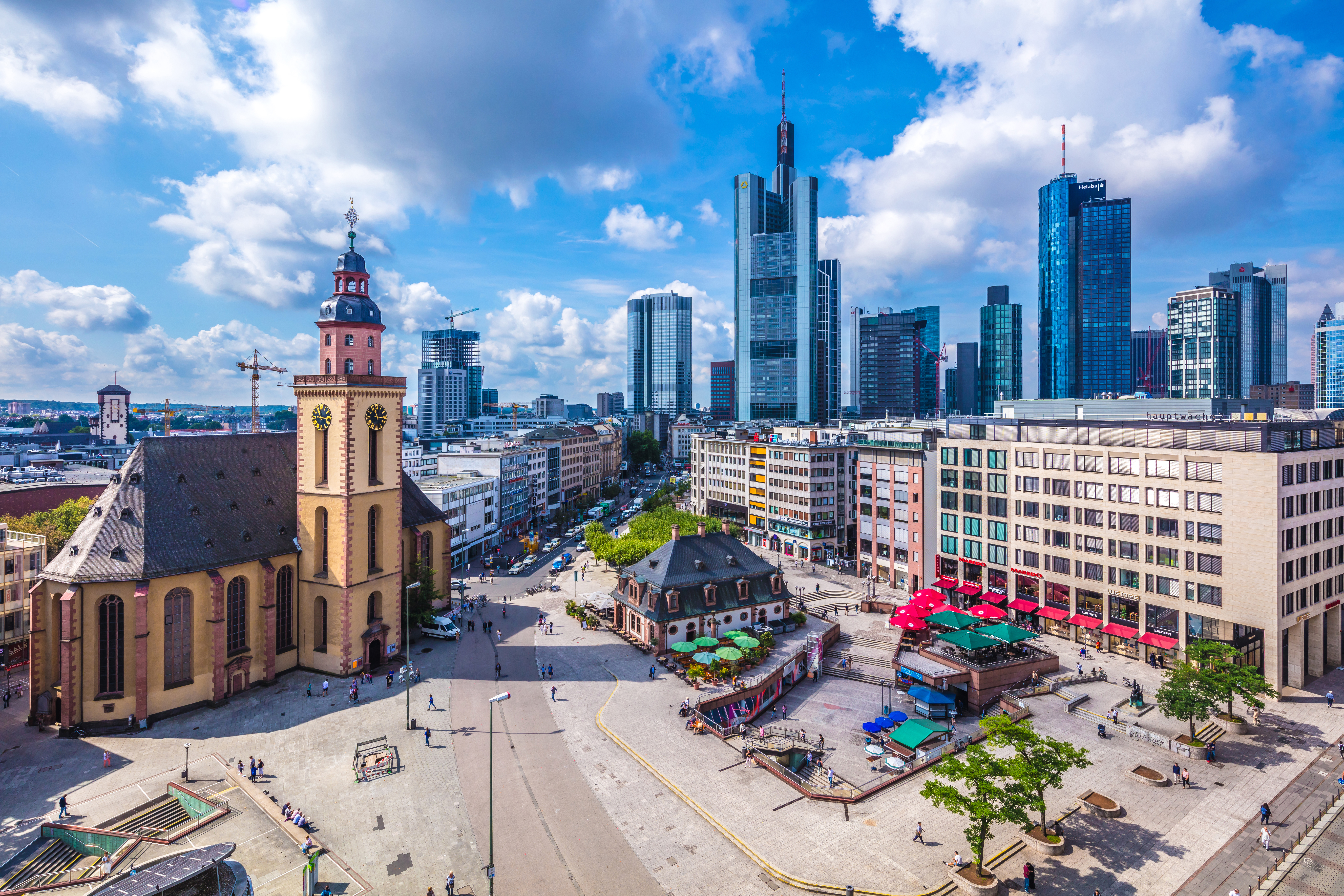
Francfort-sur-le-Main, place de la Hauptwache

Le centre historique de Francfort, avec à l'horizon les plus hautes structures de Francfort. Juillet 2019.

Francfort est divisée en 16 arrondissements puis 46 quartiers (Ortsteile) subdivisés en 118 districts. La ville abrite une forêt, le Frankfurter Stadtwald, qui est l'une des plus grandes forêts urbaines d'Allemagne ainsi que de nombreux gratte-ciels qui symbolisent sa puissance économique. Francfort est également caractérisée par la prédominance du trafic routier, favorisé par les larges avenues qui irriguent la ville. Le petit centre historique, partiellement reconstruit à l'identique après la guerre, ainsi que les rues commerçantes du centre, sont piétonnes.

## Histoire
| Appartenances historiques Saint-Empire (Ville libre) 1220–1806 Principauté d'Aschaffenbourg 1806–1810 Grand-duché de Francfort 1810–1813 Ville libre de Francfort 1815–1866 Royaume de Prusse (Province de Hesse-Nassau) 1866–1918 Empire allemand 1871–1918 République de Weimar 1918–1933 Reich allemand 1933–1945 Allemagne occupée 1945–1949 Allemagne de l'Ouest 1949–1990 Allemagne 1990–présent |

Les premières traces d'occupation humaine relevées dans la région de Francfort-sur-le-Main sont dues aux hommes de Neandertal, un coup-de-poing de l’époque du Pléistocène retrouvé attestant de leur présence. Cependant, le Domhügel - colline de la cathédrale - fut colonisé par intermittence à partir de 6000 avant notre ère. La zone connut une première colonisation permanente à l’âge de fer et cette colline resta jusqu’au Xe siècle une place très importante : sa topographie permettait aux hommes de se protéger des crues du Main.

### Antiquité
L'occupation romaine de la région commence dès le Ier siècle. Nida est le nom antique correspondant au district d'Heddernheim à Francfort.

### Moyen Âge

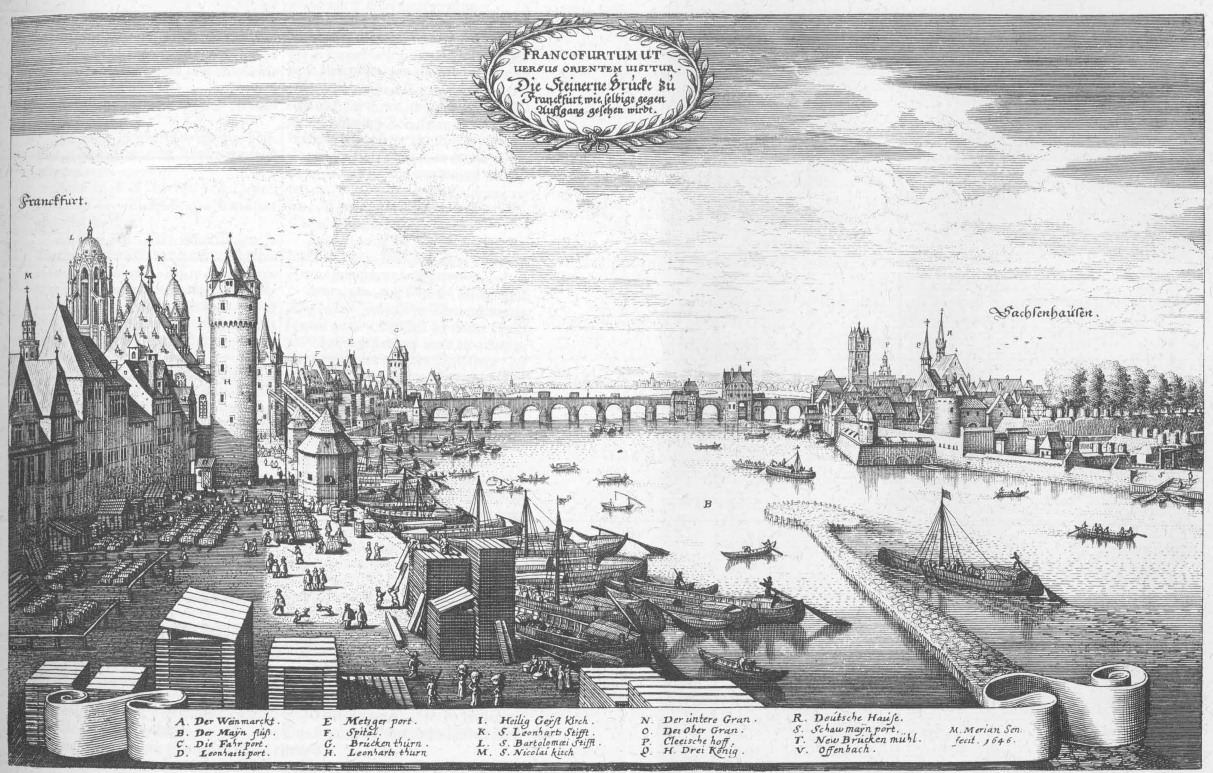
Représentation du marché aux vins, de la porte Saint-Léonard et de la tour et de l'église, par Matthäus Merian (1646)

Francfort est citée sous ce nom pour la première fois en 794 sur un document de Charlemagne, sous le nom de Franconofurd qui signifie « le gué des Francs » (ou Franconiens). Charlemagne y construit un palais.
Francfort va rapidement devenir une des plus grandes villes du Saint-Empire romain germanique. À partir de 855, les empereurs germaniques y sont nommés avant d'être couronnés à Aix-la-Chapelle. Francfort va connaître un développement rapide. L'essor démographique oblige les dirigeants à agrandir la ville en 1180. En 1220, Francfort est proclamée ville libre impériale et, en 1250, elle reçoit de nouveaux privilèges. En 1356, la Bulle d'or promulguée à Metz, dont Francfort conserve un exemplaire original, reconnaît aux archevêques de Mayence la primauté pour l'élection du roi et met fin au conflit qui oppose alors Louis III de Bavière à la papauté.
En 1462 est construit le Judengasse, le ghetto de Francfort, où la population juive de la ville sera forcée de vivre jusqu'en 1796.

### Époque moderne
À partir de 1562 et jusqu'en 1792, les empereurs sont couronnés dans la cathédrale construite au cours du XIIIe siècle. Ce privilège leur resta acquis jusqu'à la dissolution du Reich en 1806.
Au cours du XVIe siècle les activités artistiques et commerciales vont se développer. L'invention de l'imprimerie à caractères mobiles par Johannes Gutenberg entre Mayence et Strasbourg profite très vite à Francfort dont la foire du livre est la plus importante du Saint Empire. Le début du XVIIe siècle marque la fin d'une longue période de prospérité, notamment avec le soulèvement des artisans contre le conseil municipal en 1614 et le pillage des quartiers juifs (soulèvement de Fettmilch). En 1618, la guerre de Trente Ans éclate. Francfort n'intervient pas dans le conflit, mais elle est touchée par la peste. Le traité de Westphalie qui met fin au conflit sonne glas de la puissance des Habsbourg. Francfort conserve son statut de ville libre impériale, mais elle est profondément affaiblie.

### Époque contemporaine

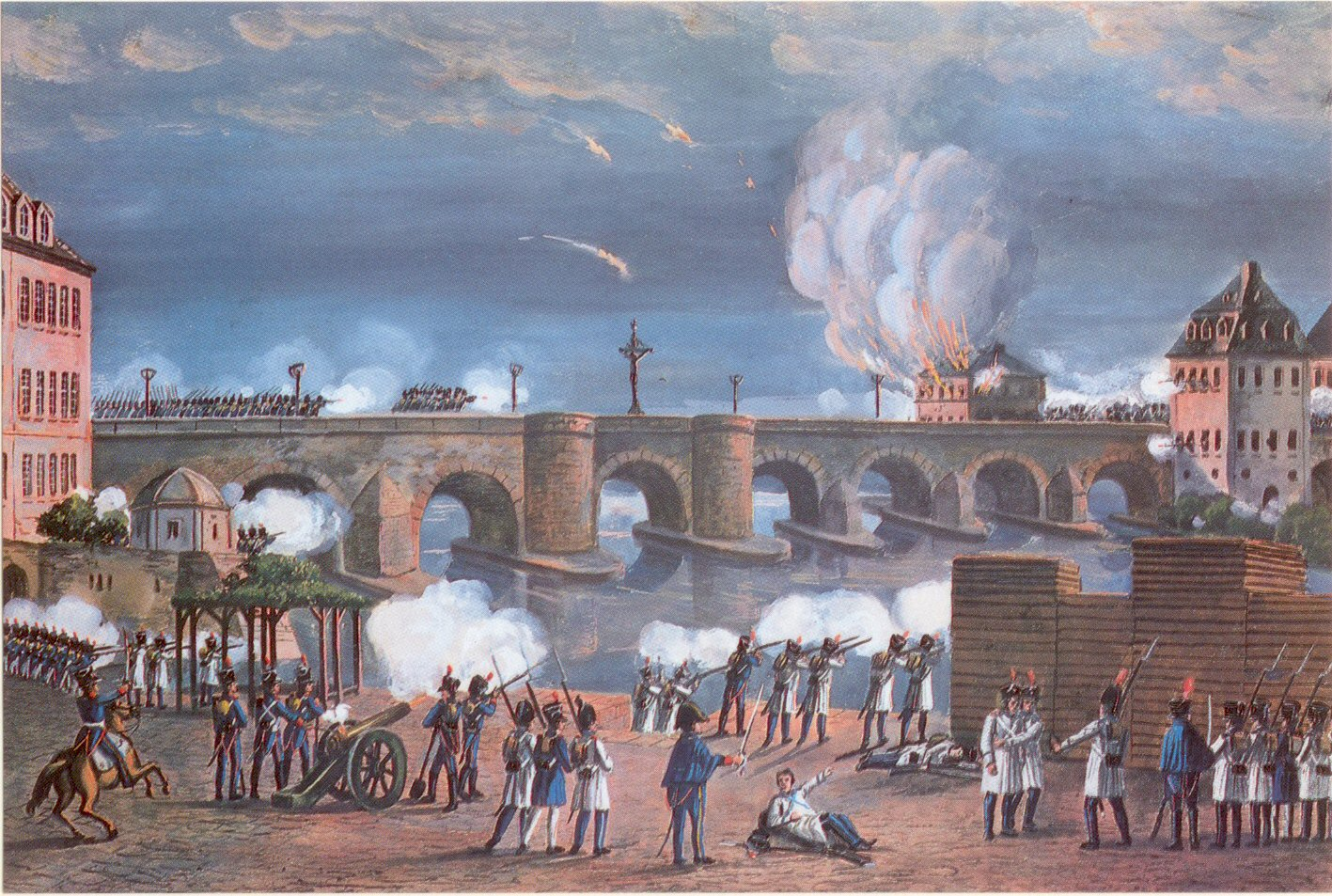
Bataille opposant la Grande Armée napoléonienne aux troupes austro-bavaroises sur le pont de Francfort en 1813, gouache anonyme.

L'histoire contemporaine de la ville est marquée par de nombreux conflits. En 1792, durant les guerres de la Révolution française, la ville est brièvement occupée par le général Custine (du 22 octobre au 2 décembre) avant d'être libérée par les troupes prussiennes et hessoises. Puis au cours des guerres de l’Empire, en 1806, Francfort est attaquée et occupée par les forces françaises commandées par Augereau. L'année suivante, la ville est intégrée à la confédération du Rhin, et devient la capitale du grand-duché de Francfort. Au début du XIXe siècle, la ville change profondément de visage et les fortifications du Moyen Âge sont détruites.

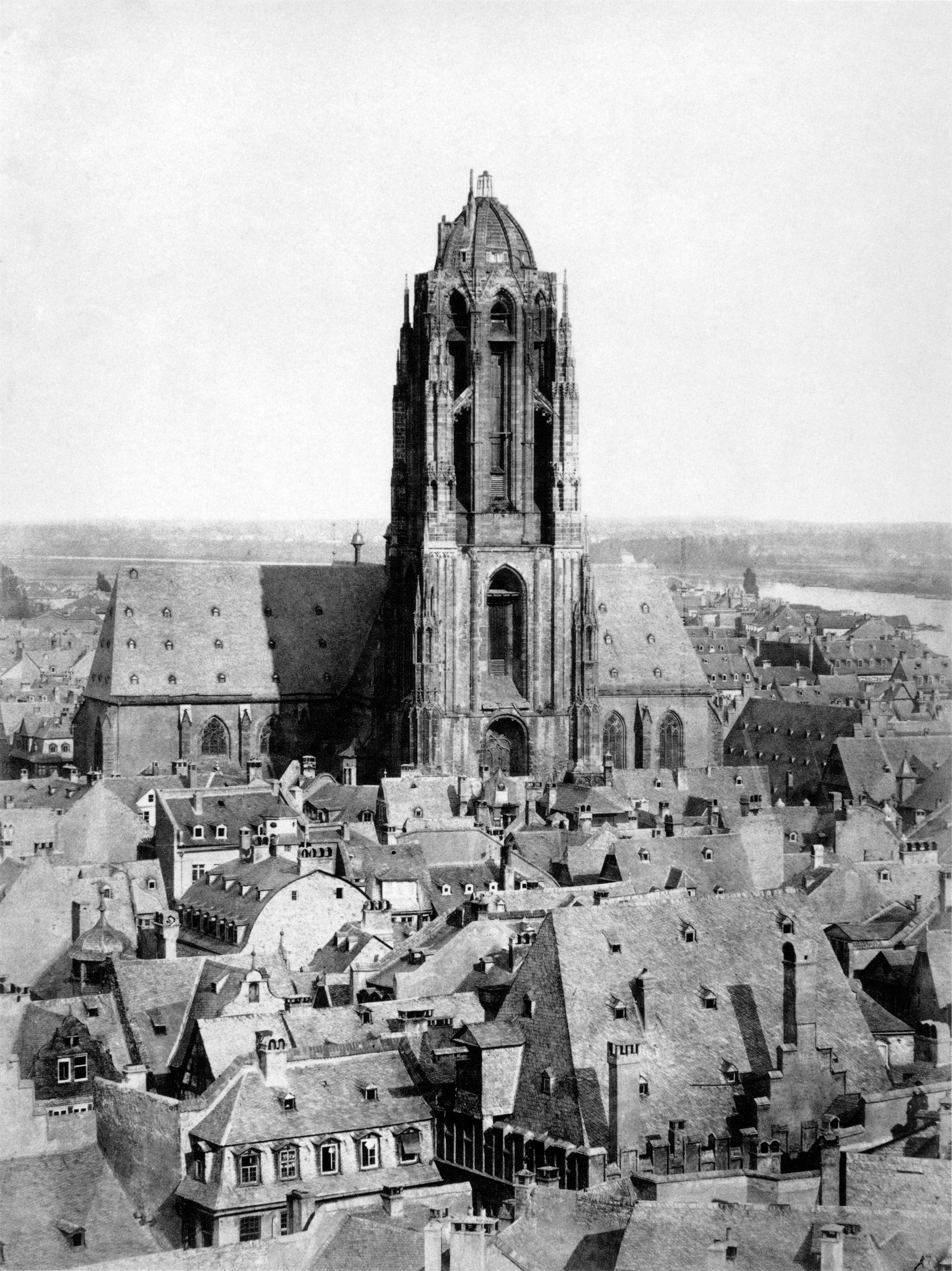
La cathédrale de Francfort en 1866.

En 1815, le congrès de Vienne rend à Francfort son statut de ville libre en la rattachant à la Confédération germanique. L'année suivante, Francfort devient le siège du Bundestag (assemblée confédérale). Quand Goethe, en 1815, visite sa ville natale pour la dernière fois, il encourage les conseillers municipaux en ces termes : « Un esprit libre sied à une ville libre… Il sied à Francfort de briller dans toutes les directions et d'être active dans toutes les directions ». Dans le domaine économique, Francfort ouvre en 1820 la troisième bourse des valeurs d'Europe, après Londres et Milan, et six ans avant l'inauguration du Palais Brongniart à Paris.
En 1848, la ville joue un rôle essentiel dans la révolution qui secoue l'Allemagne (et plus particulièrement Berlin) en abritant le parlement de Francfort dans l'église Saint-Paul (Paulskirche). Francfort devient alors le centre de la vie politique allemande. De nouvelles lois sont promulguées ; elles mettent l'accent sur la liberté de commerce et sur l'émancipation des Juifs.
En 1866, lors de la guerre austro-prussienne, Francfort est annexée au royaume de Prusse et intégrée à la province de Hesse-Nassau. Le 10 mai 1871, le traité de paix mettant fin à la guerre franco-prussienne de 1870 est signé à Francfort (traité de Francfort).

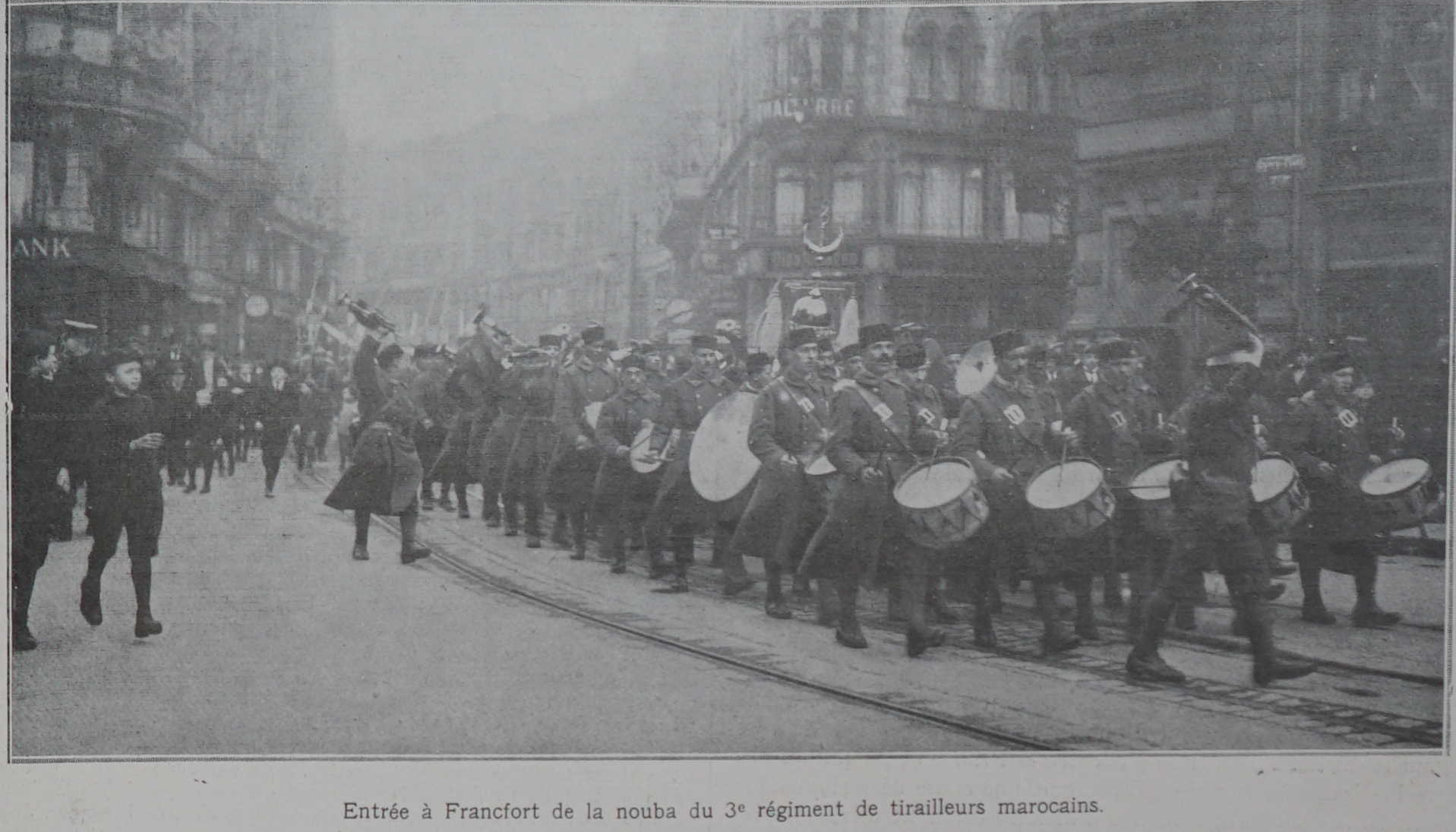
Parade de la musique du 3e régiment de tirailleurs marocains en 1920.

Le 6 avril 1920, la ville est occupée par les troupes françaises du 30e corps d'armée du général Mordacq, sous les ordres du général Degoutte. Trois bataillons sont infiltrés par voie ferrée, tandis que la cavalerie et le reste de l’infanterie avancent progressivement jusqu’au centre de la ville. Pendant ce temps, l’aviation survole la ville et la flottille du Rhin occupe les ponts de la ville et y installe des mitrailleuses. La police allemande est alors désarmée, et les villes de Darmstadt et de Hanau sont également occupées.
En 1933, le maire de la ville, Ludwig Landmann (de), d'origine juive, est démis de ses fonctions et remplacé par un membre du NSDAP. La ville est alors surnommée Jerusalem-am-Main du fait de l'importance de la population juive et très vite la nouvelle municipalité appelle au boycott des commerces juifs. En juin 1935, la ville obtient le titre honorifique nazi de « ville de l'artisanat allemand ».

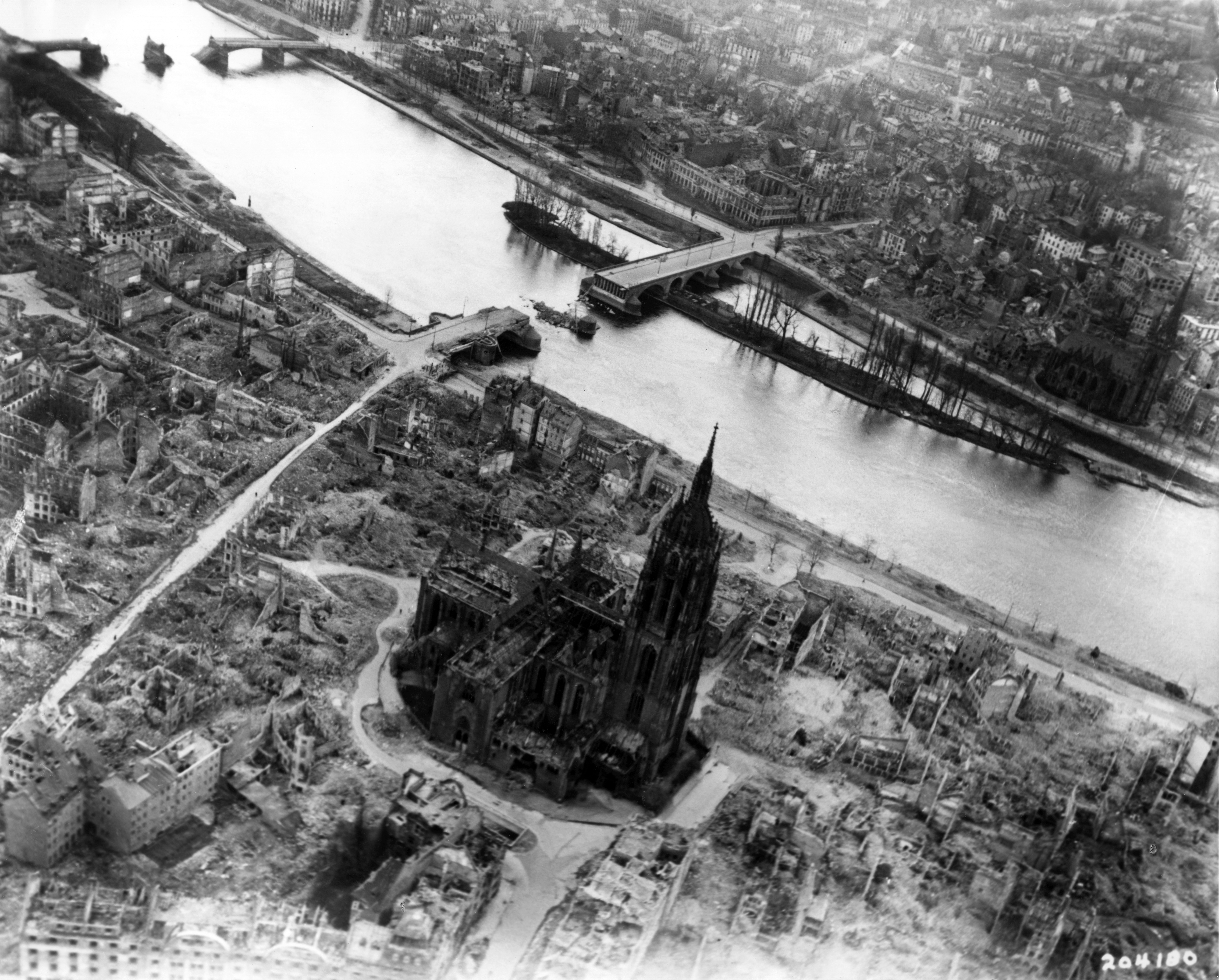
Francfort en 1945 après les bombardements alliés.

Pendant la Seconde Guerre mondiale, la ville est presque entièrement détruite par les bombardements alliés. Le 22 mars 1944, une attaque britannique détruit la quasi-totalité du centre historique, tuant 1 001 personnes sur le coup. Le bilan est lourd. Environ 5 500 citoyens sont morts lors des bombardements et plus de 10 000 de ses habitants juifs sont morts dans les camps. Quelques bâtiments d'intérêt historique (dont la bien connue Römerplatz) sont néanmoins rebâtis à l'identique (au moins pour les façades extérieures), mais l'ensemble de la ville est reconstruit dans un esprit résolument plus moderne.

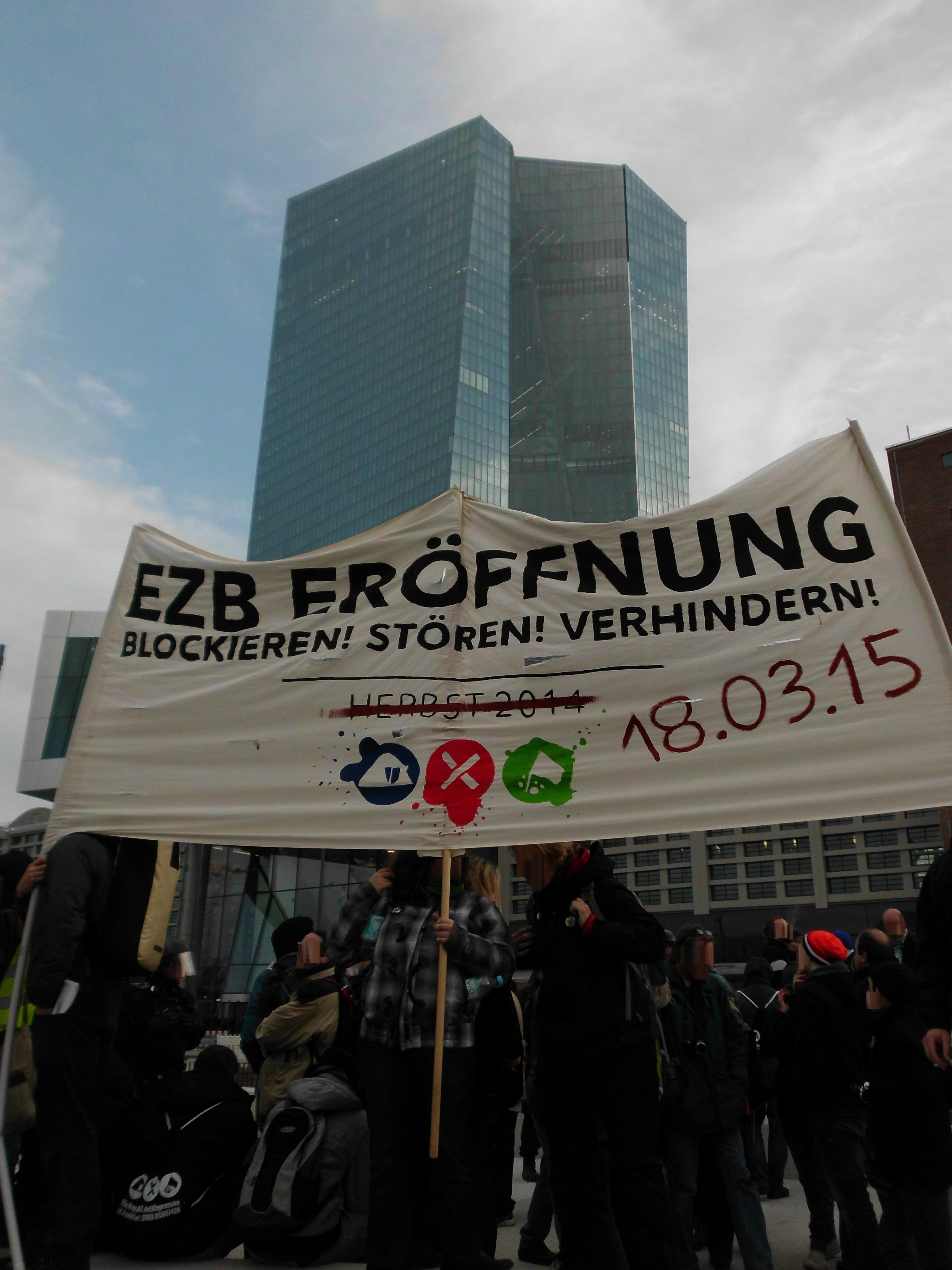
Manifestation de Blockupy devant la Banque centrale européenne (2014).

En 1949, à l'issue des élections du premier Bundestag allemand, Bonn est désignée, au détriment de Francfort, comme capitale de la RFA. Malgré cela, Francfort reprend rapidement une place de premier plan du point de vue économique. C'est aujourd'hui une des principales villes d'Allemagne et son premier centre économique. La construction effrénée de grands immeubles dans le quartier des banques et de la foire témoigne aujourd'hui de la richesse économique de la ville. Le fait que Francfort ait été retenue pour être le siège de la Banque centrale européenne conforte la ville dans sa réputation incontestable de métropole financière. Mais cela a fait émerger, dans la ville, des mouvements protestant contre l'austérité des institutions européennes, comme notamment Blockupy.

## Économie

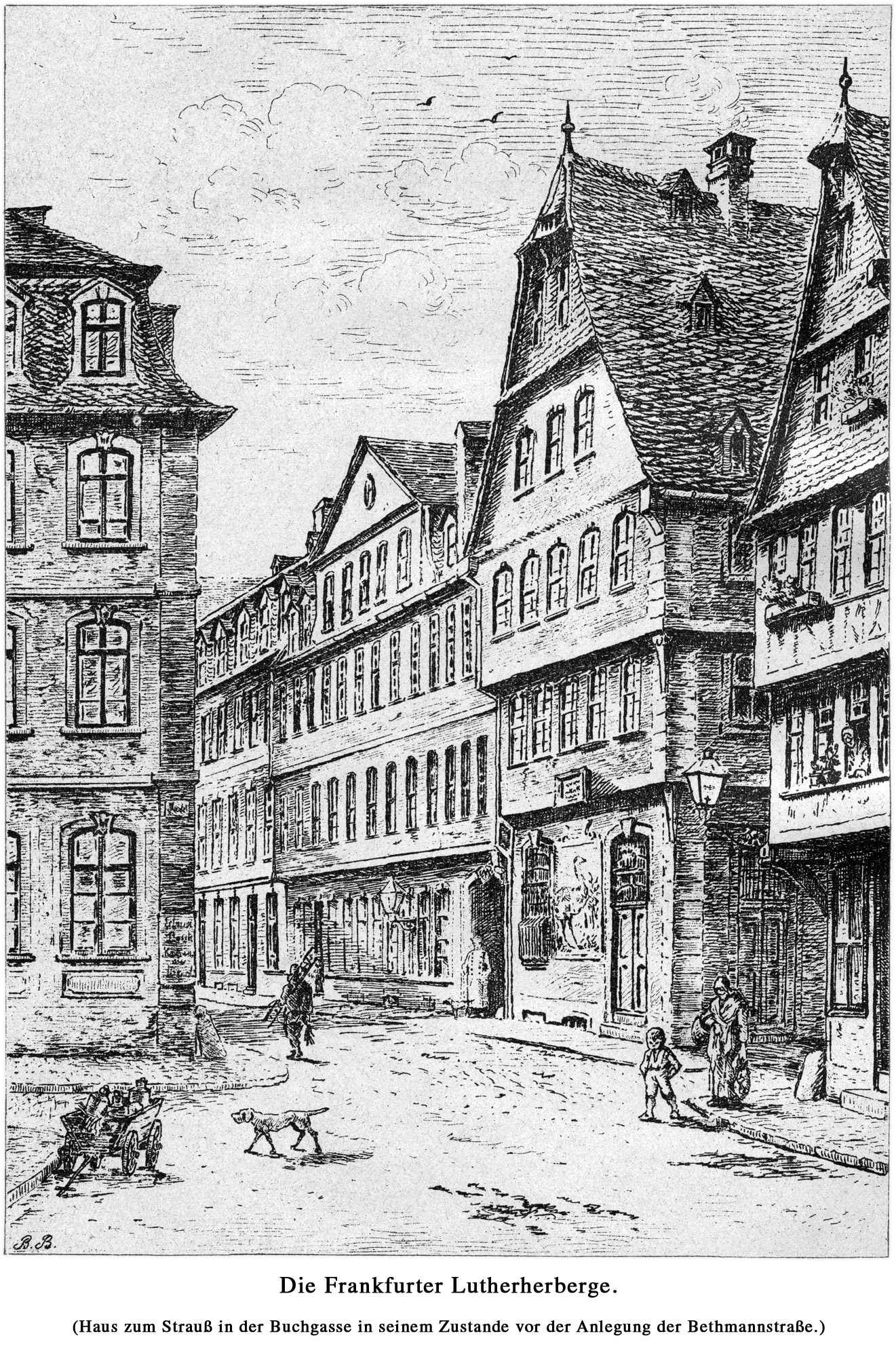
La Buchgasse (rue du livre), dans la vieille ville (en allemand, Altstadt), lieu historique de la foire pluriséculaire de Francfort.

Francfort est la troisième place financière de l'Union européenne, et quatrième place financière du continent européen après Londres, Paris et Amsterdam, elle est l'un des principaux pôles économiques allemands. Selon un classement effectué en 2001 par l'université de Liverpool, elle est la ville la plus riche d'Europe quant au PIB par habitant. Francfort est appelée la cité des banques (the city of the banks) ou Bankfurt (contraction-association de Bank et Frankfurt en allemand). Comme plus de 80 % des employés travaillent pour des entreprises du service (commerces, trafic et communication, finances et autres services), on remarque l’importance du secteur tertiaire. Environ cinq cent banques sont représentées et de nombreux sièges sociaux sont situés dans le quartier des affaires. Six des dix plus grandes banques allemandes siègent à Francfort, notamment la Banque fédérale (la banque centrale allemande), Deutsche Bank (dont les noms de ses tours jumelles font référence à la comptabilité : Soll et Haben, soit débit et crédit), la DZ Bank, la Commerzbank et la KFW. La ville est également le siège de la Banque centrale européenne. La Bourse de Francfort est le plus grand marché d'échange allemand (85 % des échanges allemands en actions), et la troisième bourse européenne. Devant la bourse, les deux célèbres statues de l'ours et du taureau, le premier symbolisant la baisse des cours et le second leur hausse.
Francfort est également une grande ville de salons et d'expositions, la troisième dans le monde. Les premières foires dans la ville remontent à 1240 quand l'empereur Frédéric II accorda à la ville le privilège d'organiser tous les ans une foire d'automne qui devient la plaque tournante du commerce international. À partir de 1330, une foire de printemps fut mise en place. La foire (Messe Frankfurt) accueille aujourd'hui, parmi les évènements les plus connus, le Salon de l'automobile qui est organisé en alternance avec celui de Paris, la Foire du livre ou encore Achema.
La chimie (principalement basée dans le parc industriel Höchst qui est l'un des plus importants sites de ce genre en Europe) et la publicité (Saatchi & Saatchi, JWT et Publicis) sont les autres piliers de l'économie de Francfort. De nombreuses sociétés y ont également leurs sièges sociaux allemands ou européens. Environ 50 % des produits industriels sont exportés, un fait qui souligne l’orientation internationale.

## Transports
Francfort se trouve dans la dorsale européenne, une région où les voies de communication sont particulièrement denses.

### Transport ferroviaire
La ville possède, intra-muros, l'une des plus grandes gares d'Europe (Frankfurt am Main Hauptbahnhof), avec 35 000 passagers et environ 700 mouvements de trains par jour, complétée par ailleurs par la gare de l'aéroport (Frankfurt (Main) Flughafen Fernbahnhof) qui a été inaugurée en 1999. En 2009, 16 % des passagers de l’aéroport ont profité de cette gare pour accéder à l’aéroport. On trouve aussi la gare de Francfort Sud (Frankfurt (Main) Südbahnhof) qui est desservie par les trains suburbains (S-Bahn), régionaux (Regio) et internationaux (notamment les liaisons IC et les trains de nuit). Parmi les liaisons internationales, les TGV et ICE (Intercity-Express) Francfort-Paris parcourent la distance depuis juin 2007 par la ligne de Francfort à Mannheim et en partie la LGV Est européenne en 3 h 40.

### Transport en commun
Francfort est sillonnée par des lignes de tramway et par un métro (appelé U-Bahn), subdivisé en neuf lignes. Le S-Bahn (RER) passe par un tunnel sous le centre-ville et relie Francfort à ses banlieues. Il existe également un réseau de bus desservant toute la ville.

### Transport aérien
L'aéroport international de Francfort est le premier aéroport d'Allemagne pour le trafic de passagers et le quatrième d'Europe après ceux de Londres Heathrow, Paris Charles de Gaulle  et Amsterdam-Schiphol. En 2019, environ 70,5 millions de passagers ont fréquenté l’aéroport. Une spécificité de l’aéroport est que plus de 50 % de ses passagers l'utilisent pour des correspondances entre vols. Il se place à la première position européenne pour le fret et est desservi par plus de 110 compagnies aériennes. Agrandi en 1984, il est aujourd'hui saturé ; le gel de son extension profite à d'autres places telles que Berlin et Munich.

### Transport routier
Enfin la Frankfurter Kreuz, échangeur entre les autoroutes nord-sud (A5) et est-ouest (A3) et desservant par ailleurs l'aéroport, est le nœud autoroutier le plus fréquenté en Europe. Du fait de son importance, sa position et sa forme de trèfle, l’échangeur est salué comme un symbole du nœud de circulation Francfort-sur-le-Main.

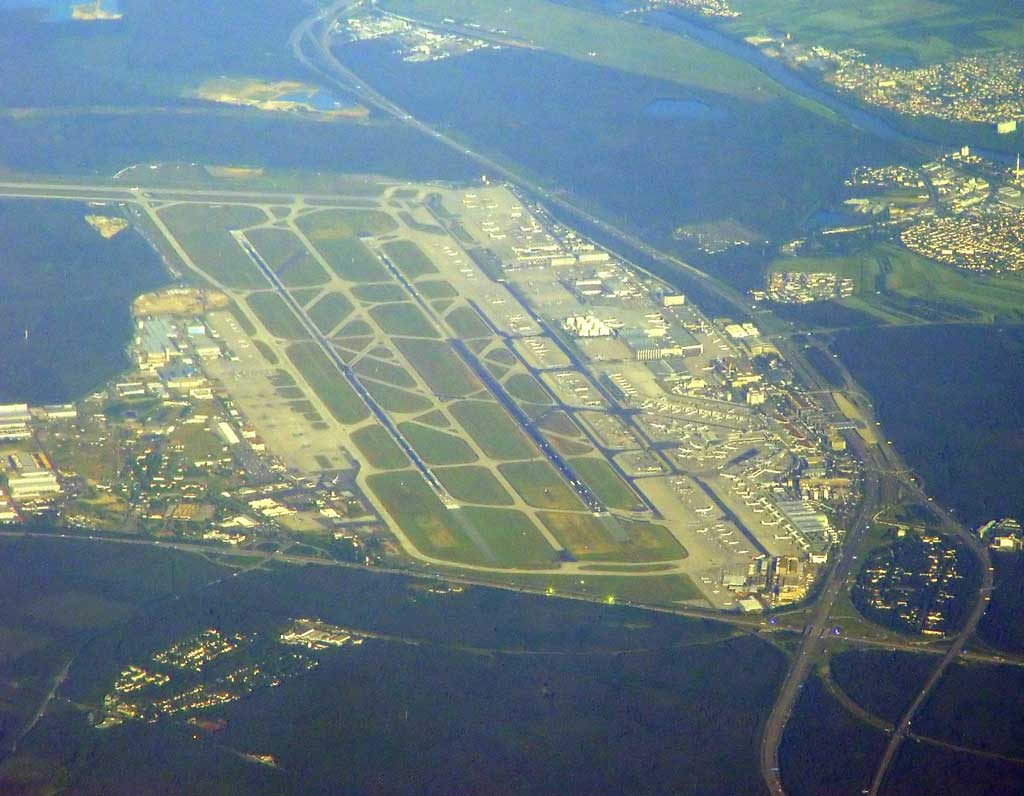
L'aéroport.
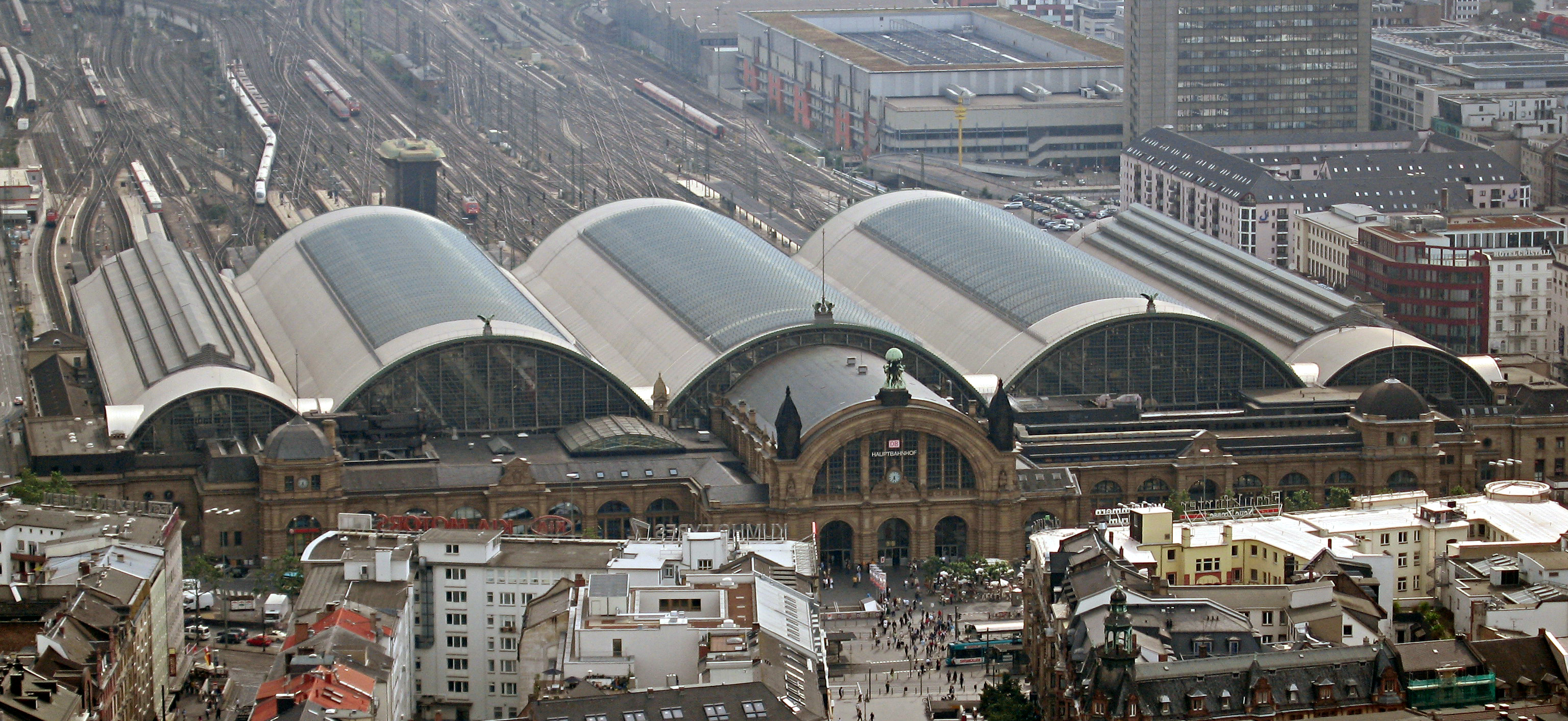
Grande gare principale de la ville.
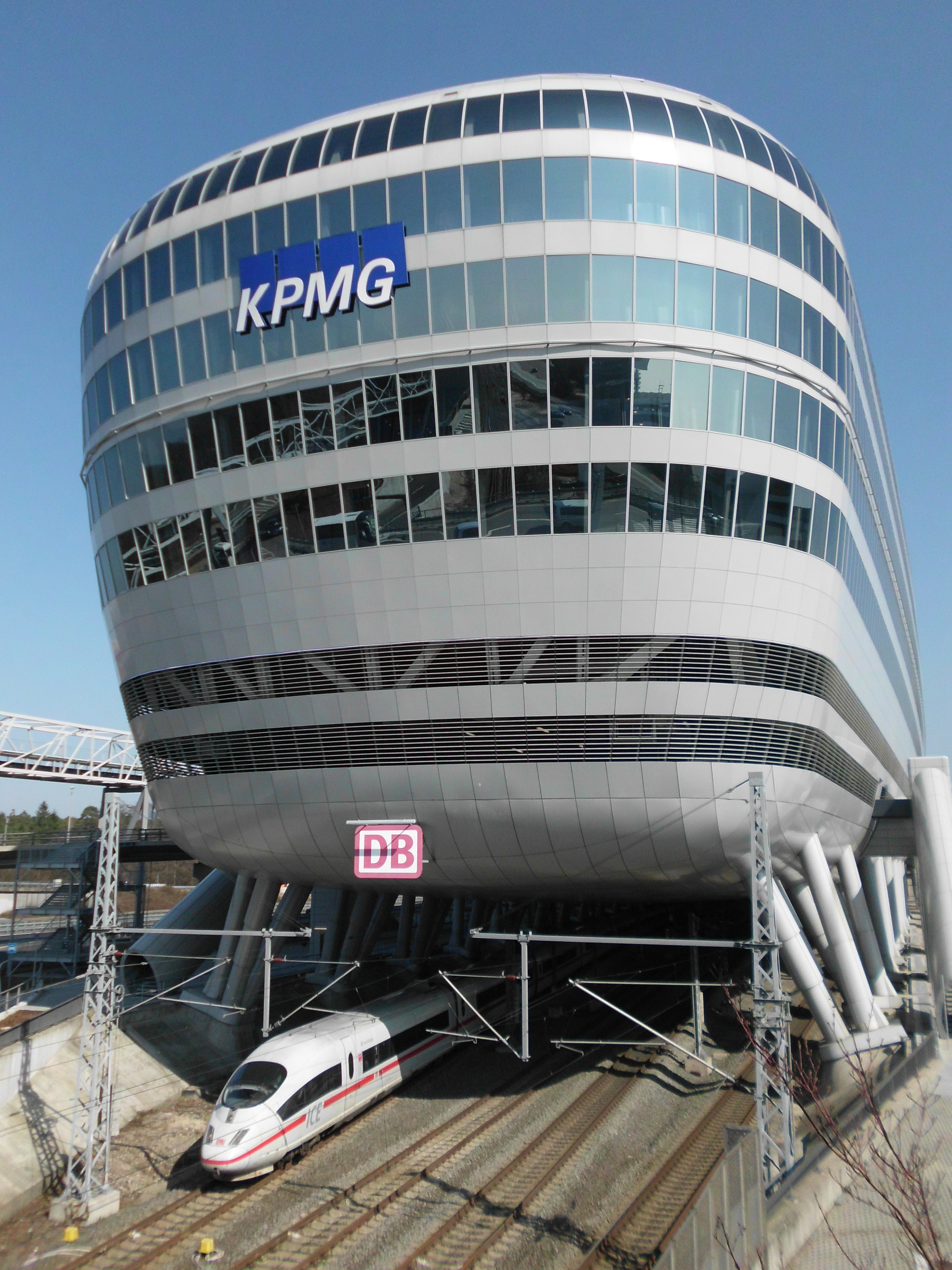
La gare de l'aéroport sous The Squaire
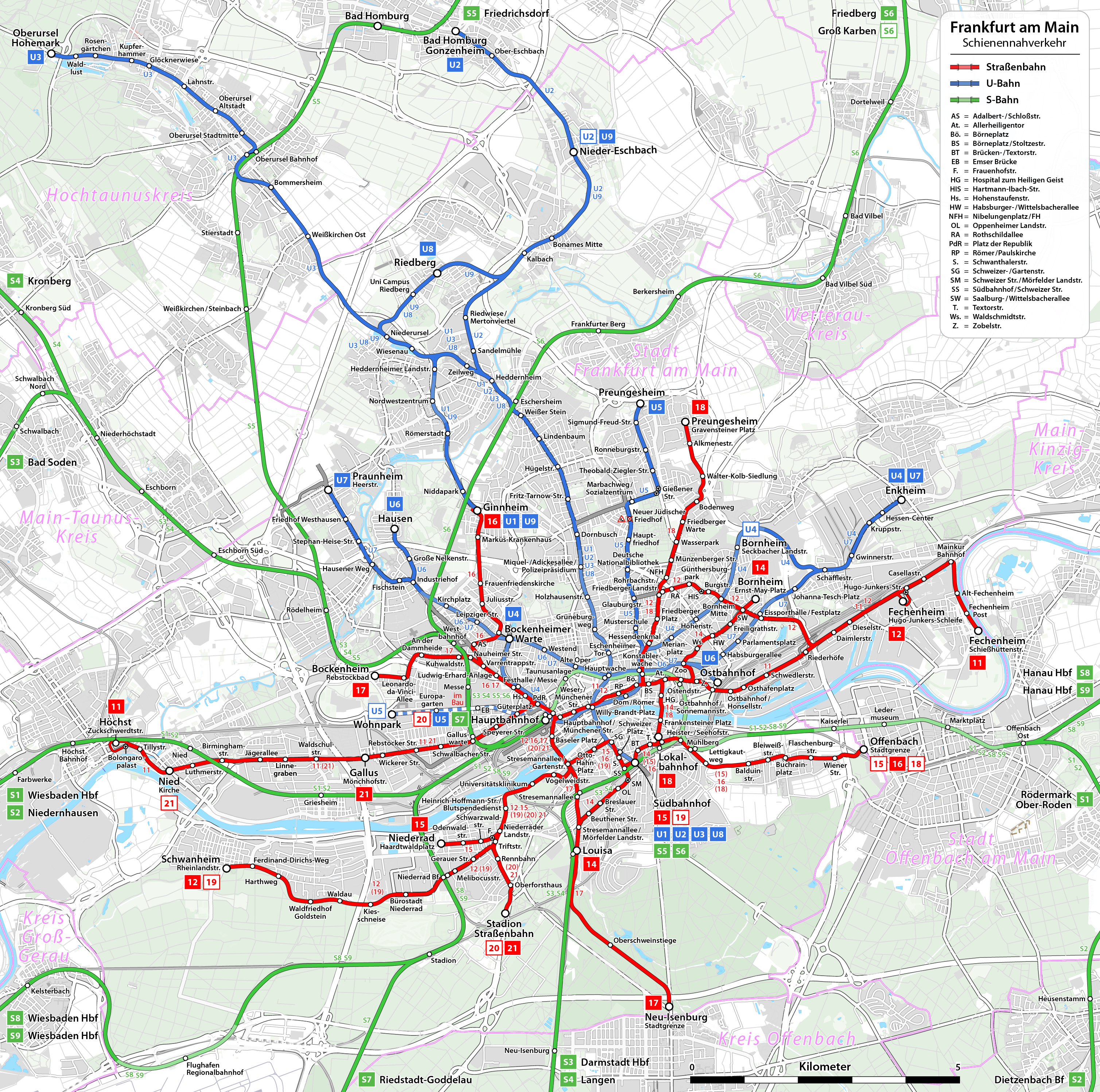
Plan du réseau des transports.
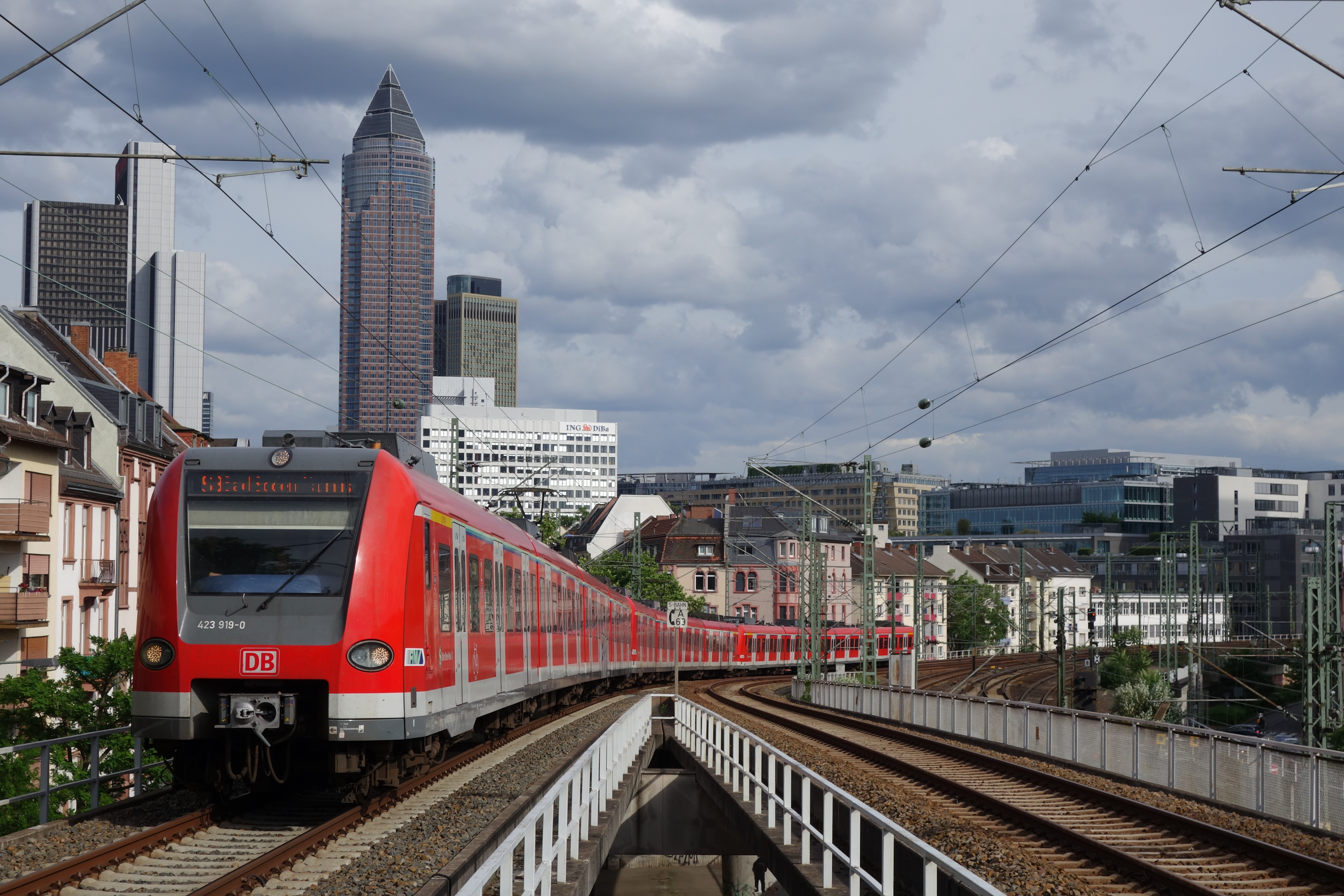
Le RER: Série 423 à la Gare de l'Ouest.
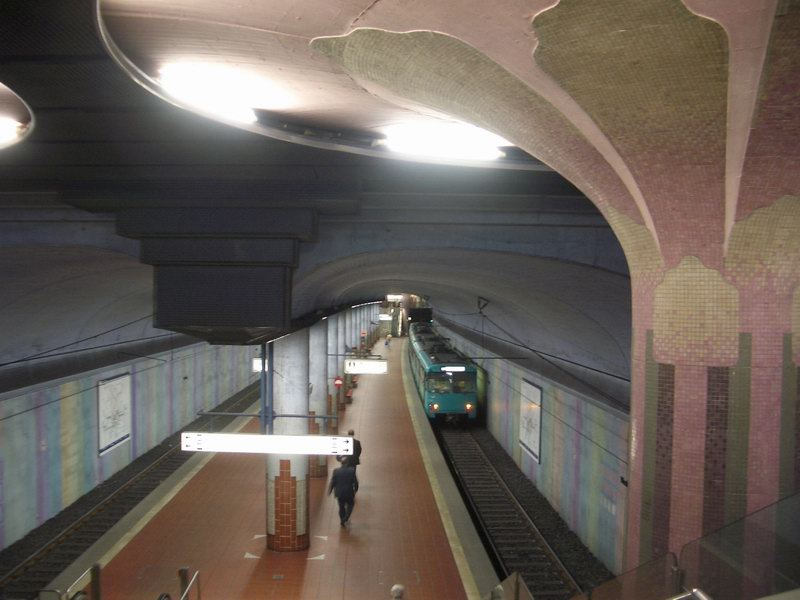
Le métro.
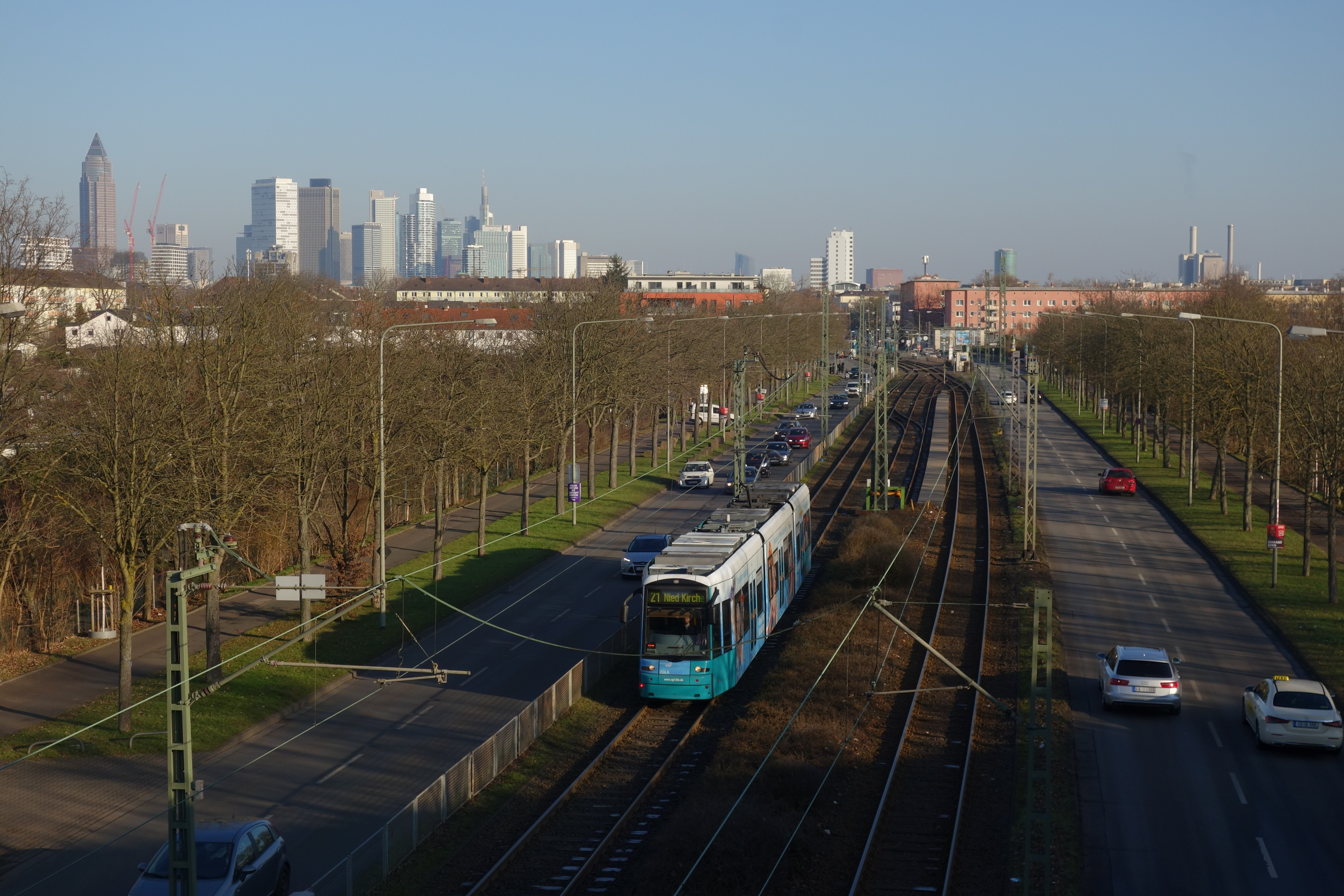
Tramway sur la rue Mainzer Landstrasse, une artère importante à l'ouest de Francfort

## Lieux et monuments
Comme de nombreuses villes allemandes, elle fut en grande partie détruite durant la Seconde Guerre mondiale, en particulier le centre-ville détruit à 95 %. Les quartiers de Sachsenhausen, Bockenheim, Bornheim, Nordend et Westend évoquent ce que fut cette ville avant la guerre.
Francfort-sur-le-Main est parfois appelée Bankfurt ou Mainhattan. C'est l'une des villes européennes qui comprend le plus de gratte-ciels, dont la Commerzbank Tower, inaugurée en mai 1997 après 35 mois de travaux, et culminant à 259 mètres (300,25 avec l'antenne). Construite par l'architecte Norman Foster, elle dépasse de 2 mètres sa voisine la Messeturm, ancienne détentrice du record européen.
Une autre tour intéressante : la tour Henninger (Henninger Turm), ancien silo de la brasserie Henninger sur les hauteurs de  Sachsenhausen au sud de la ville (un restaurant circulaire aujourd'hui fermé se trouve au sommet), est le premier bâtiment de la ville à dépasser les 100 mètres de hauteur (elle en compte 110). Elle marque en 1961 le début de la construction de gratte-ciels dans la cité, et détient le record de hauteur de la ville jusqu'en 1972 avec l'érection de l'AfE Turm.
Le centre ville de Francfort est très commerçant, notamment avec la Zeilstraße.
Outre ses fonctions commerciales et d'affaires, les principaux monuments de la ville sont :
- la cathédrale Saint-Barthélemy ;
- sur la place Römerberg, très typique, se trouve l'hôtel de ville (le Römer), il s'y déroule de nombreuses foires et le marché de Noël. Le Römer est un monument historique, avec la statue de quatre empereurs allemands et deux aigles impériaux au-dessus de ses portes ;
- la Paulskirche, où s'est réuni le Parlement de Francfort (premier parlement de l'histoire allemande) en 1848 ;
- des quatre grandes synagogues qui existaient avant la Seconde Guerre mondiale, seule la Westendsynagoge située dans le quartier de Westend a été reconstruite ;
- l'église Sainte-Catherine ;
- l'église russe Saint-Nicolas de Francfort-sur-le-Main, église orthodoxe ;
- la Hauptwache, une des principales places de la ville ;
- la Dalbergplatz à Höchst, ville frontière de l'Électorat de Mayence ;
- la Kaiserplatz ;
- la Frauenfriedenskirche, église catholique du XXe siècle ;
- le Mémorial du SIDA.

Le quartier de Sachsenhausen, de l'autre côté du Main, est aussi très typique avec ses petites rues pavées et est parfait pour boire un verre d'Apfelwein (le cidre local) ou manger des produits locaux (grüne Soße, par exemple, importée par le grand-père de Johann Wolfgang von Goethe lorsqu'il est immigré à Francfort depuis Lyon).
La faculté de philosophie et de théologie de Sankt Georgen, ouverte en 1926, a accueilli le futur pape François en 1986.

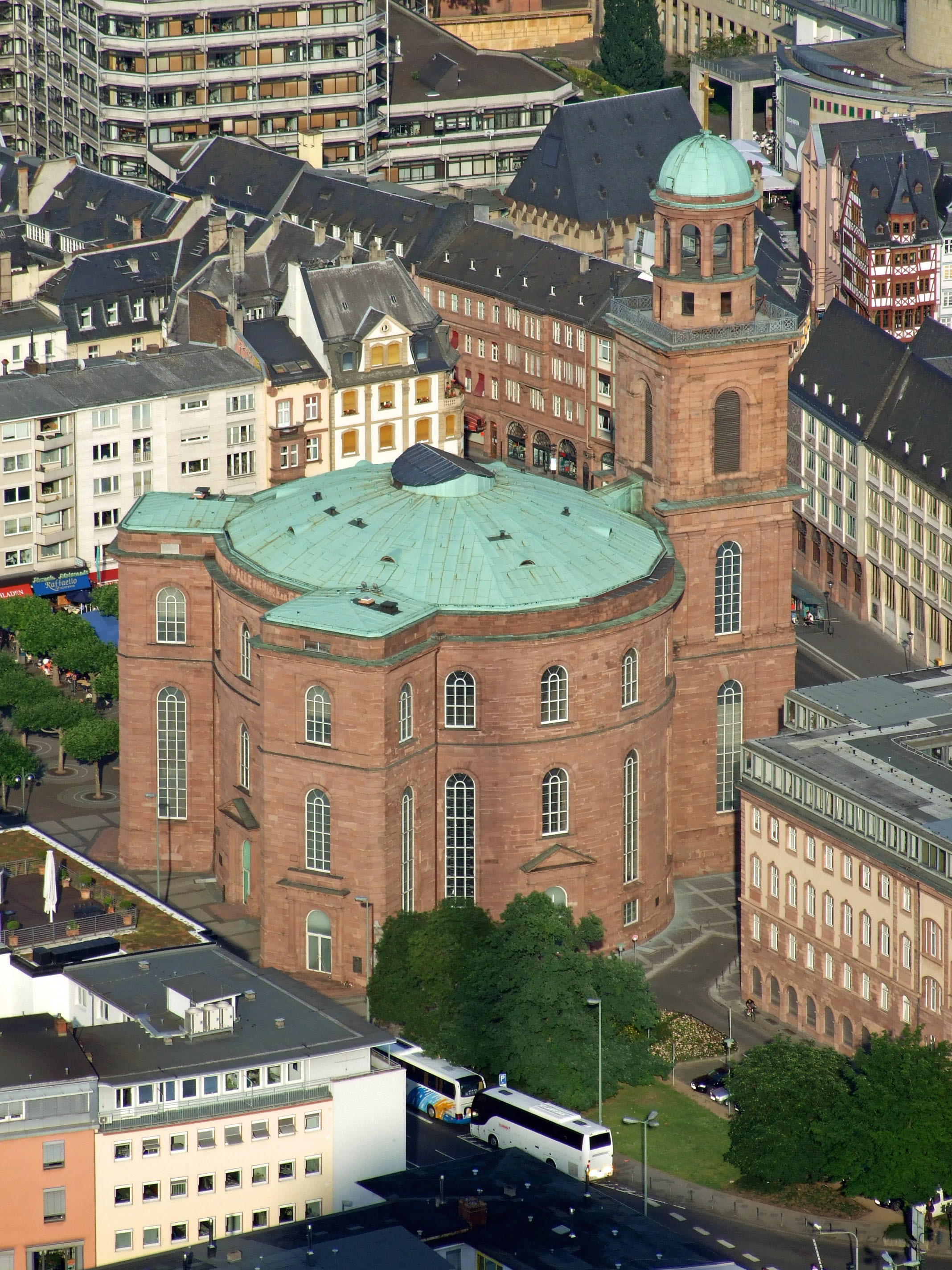
Église Saint-Paul de Francfort.
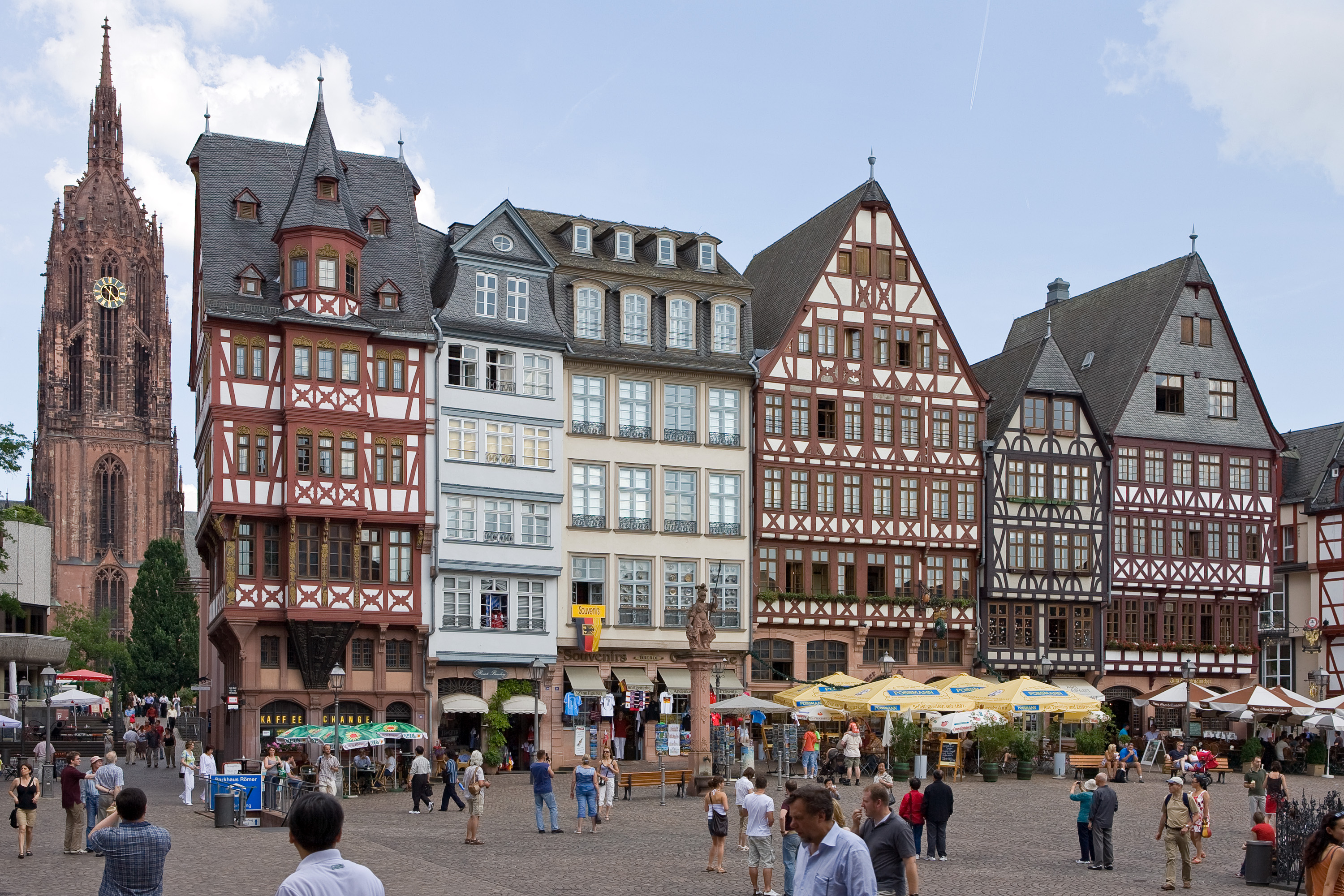
La place du Römerberg.
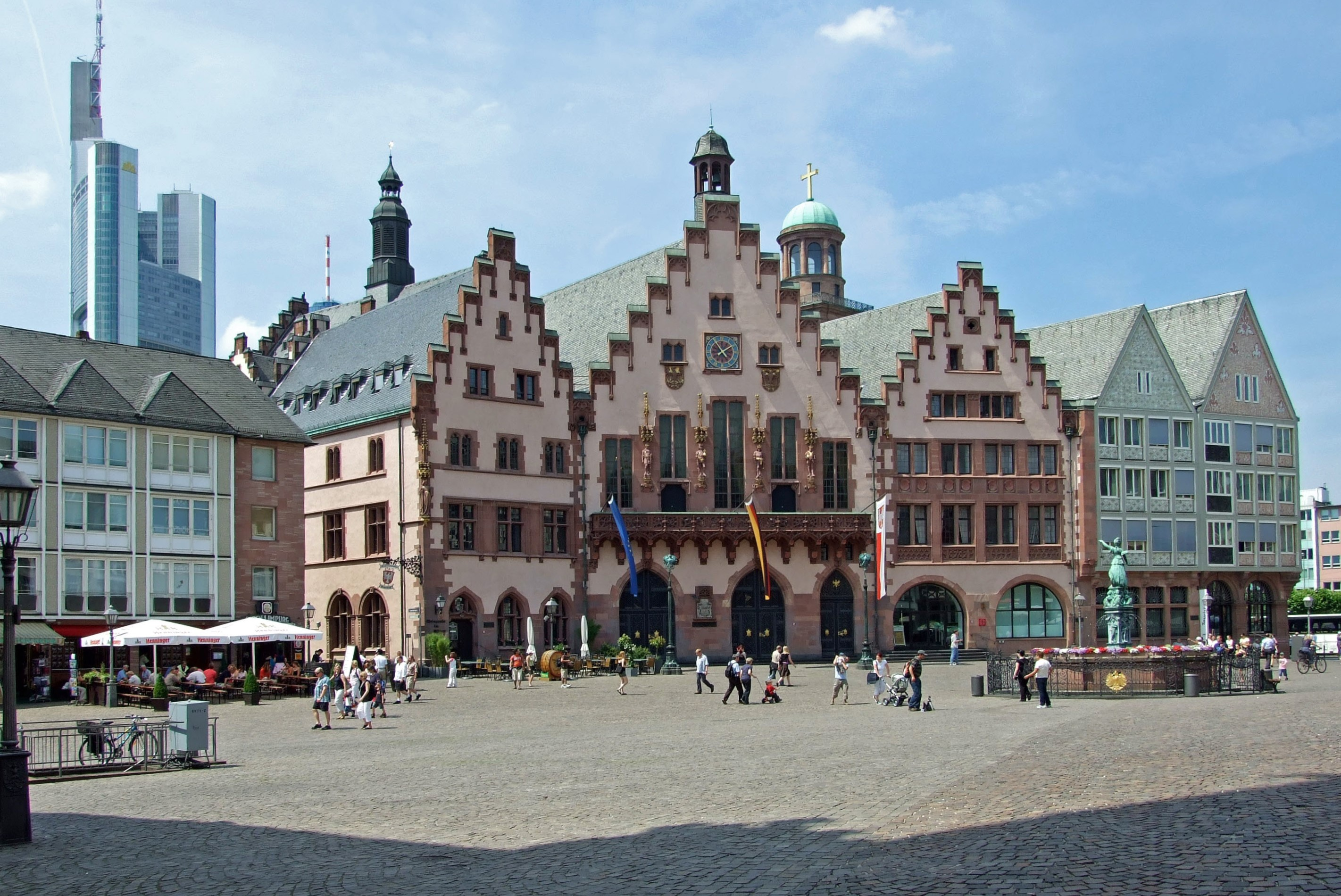
Le Römer fait partie de l'hôtel de ville.
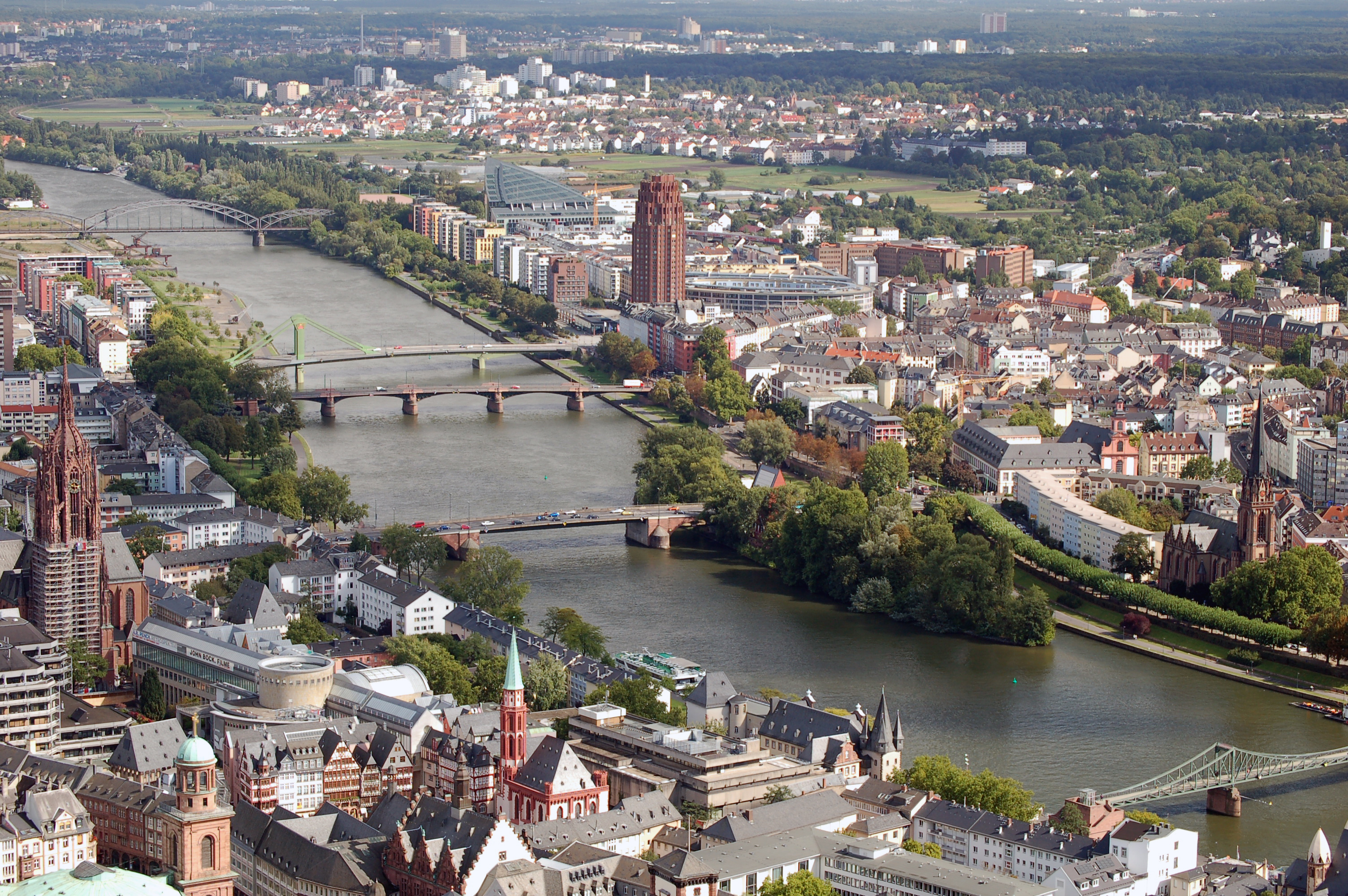
Ponts traversant le Main.
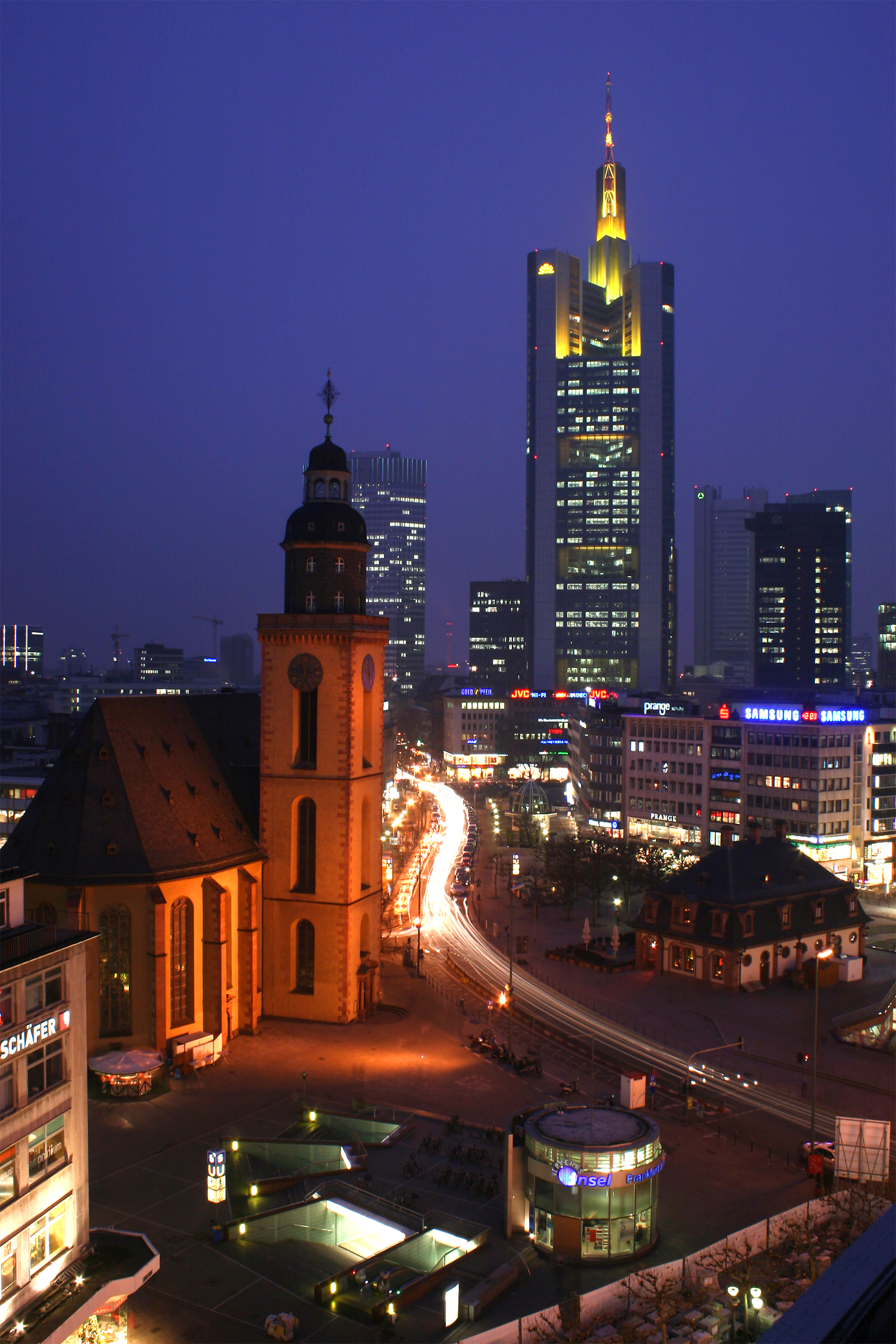
Centre de la ville Hauptwache.
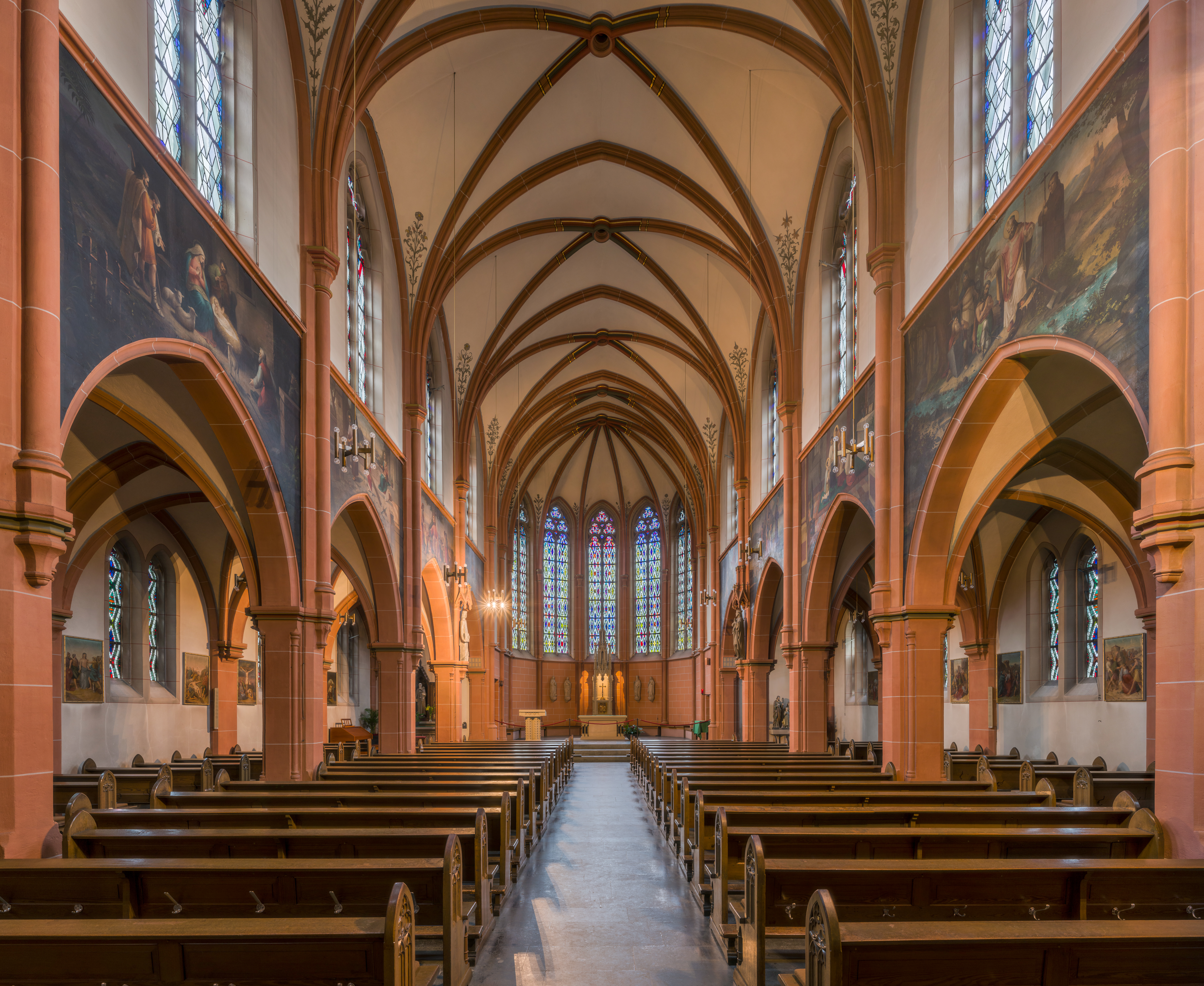
L'intérieur de Antoniuskirche (Rödelheim) (de) à Francfort-sur-le-Main. Aout 2015.

## Culture

### Musées
Francfort possède de nombreux musées, dont la plupart se trouvent sur le Schaumainkai le long du Main. Le musée Städel (Städelsches Kunstinstitut) possède des œuvres majeures de Dürer, Cranach, Hans Holbein le Jeune, Botticelli, Rembrandt, Vermeer, Cézanne, Renoir, Beckmann, Kirchner, Dix et le Goethe dans la campagne romaine de Tischbein. Quant au MMK, Museum für Moderne Kunst, bâtiment occupant une parcelle triangulaire, il possède également une belle collection. De manière générale, les musées de Francfort sont richement dotés.
Le musée historique de la ville présente des collections relatives à l'histoire urbaine.
Le muséum Senckenberg est le plus grand musée d'Allemagne, proche de l'université Johann Wolfgang Goethe. Il présente au public le plus vaste ensemble de grands dinosaures d'Europe.
Le musée des arts appliqués (Museum für angewandte Kunst) possède environ 30 000 objets sur les arts décoratifs européens et asiatiques. Le Museum of Modern Electronic Music est le musée de la musique électronique.
Le musée juif de Francfort-sur-le-Main (Jüdisches Museum) retrace l'histoire et la culture de ce qui était la plus grande communauté juive d'Allemagne du XIIe au XXe siècle.
La galerie municipale de la maison Liebig abrite des exemples de sculptures appartenant à différentes civilisations et époques de l'Antiquité égyptienne au Moyen Âge. On peut y voir des œuvres de Tilman Riemenschneider.
Le musée de la communication retrace l'histoire des communications depuis les tablettes d'argile jusqu'aux ordinateurs et aux lecteurs MP3 en passant par le télégraphe et le téléphone.
Le musée de la monnaie de la Banque fédérale d'Allemagne présente d'importantes collections de pièces et billets, ainsi que des expositions sur le fonctionnement monétaire.
On peut encore mentionner le musée du film allemand et le musée Goethe.

### Autres équipements culturels
Les principales salles de spectacle de la ville sont : le vieil opéra (Alte Oper), salle reconstruite en 1981 après avoir été détruite pendant la guerre, et l'opéra de Francfort (Oper Frankfurt) dédié maintenant aux représentations lyriques.
La ville accueille également le festival international du film pour enfants Lucas et la Luminale bi-annuelle.

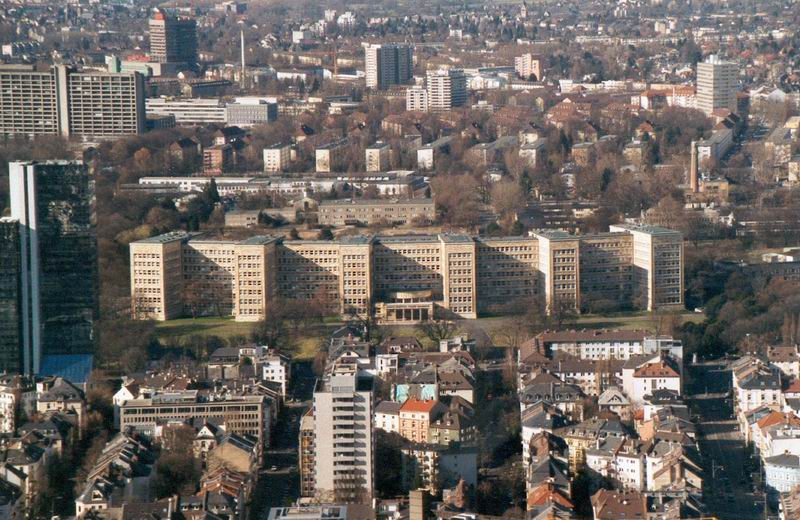
L'université Goethe plus tôt Bâtiment de l'IG Farben.
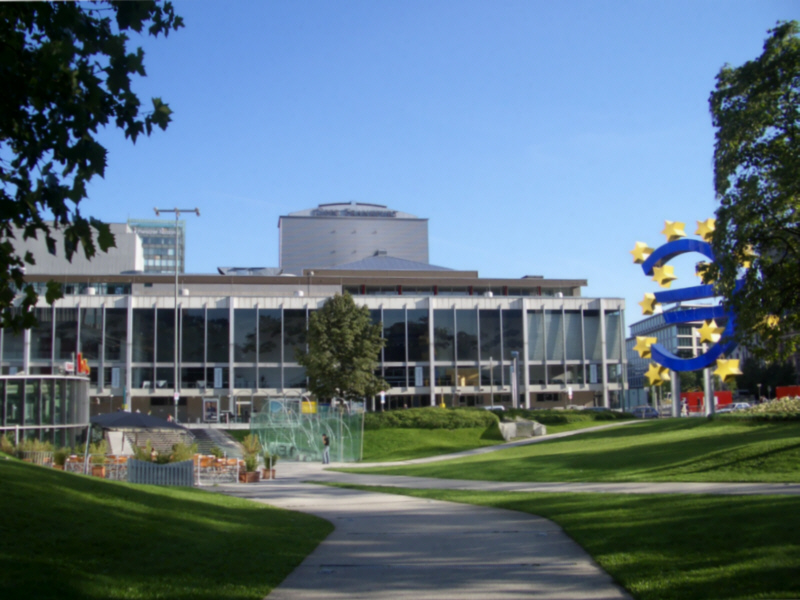
L'opéra de Francfort (Schauspielhaus).
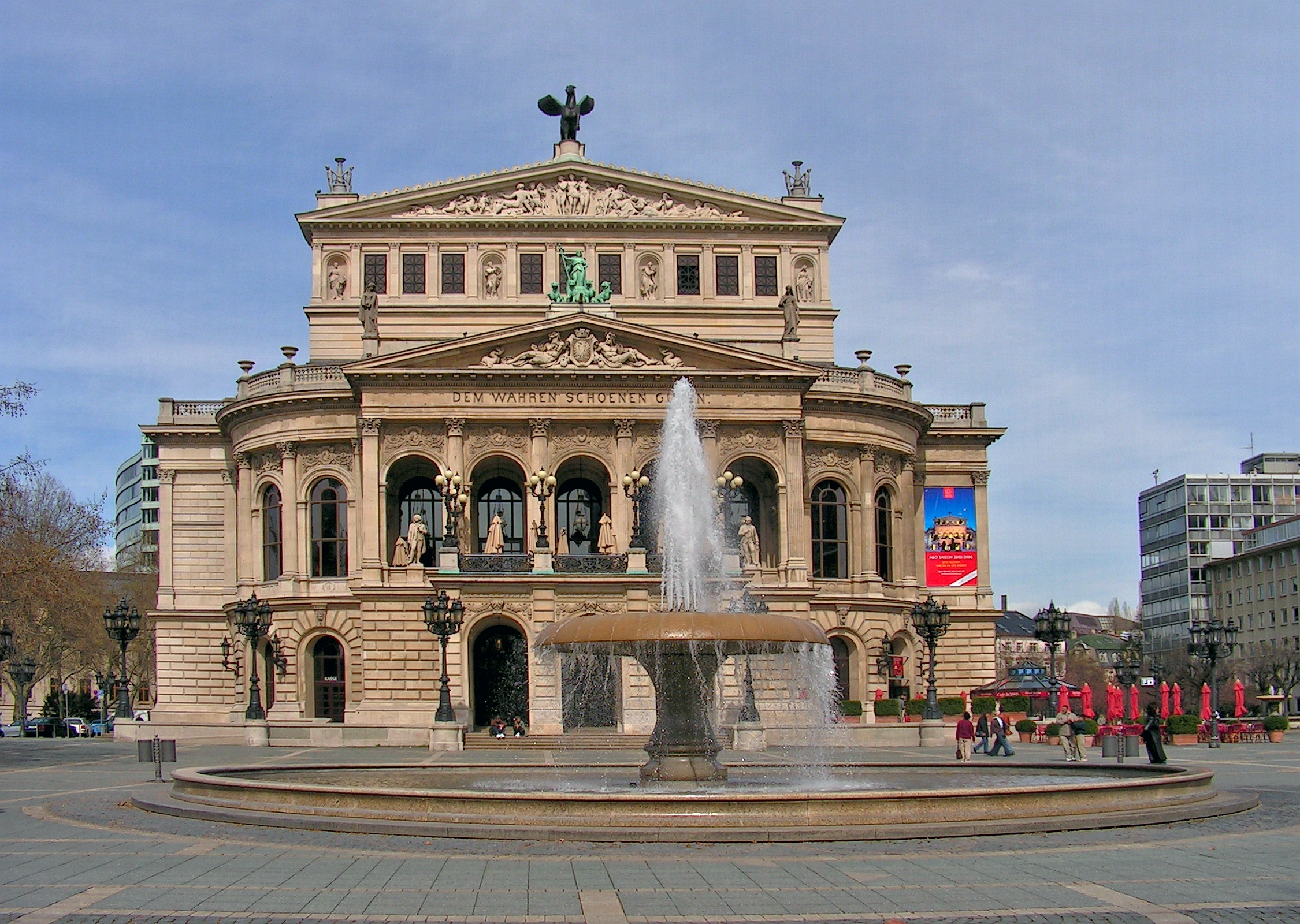
L'opéra Alte Oper, re-construit en 1981
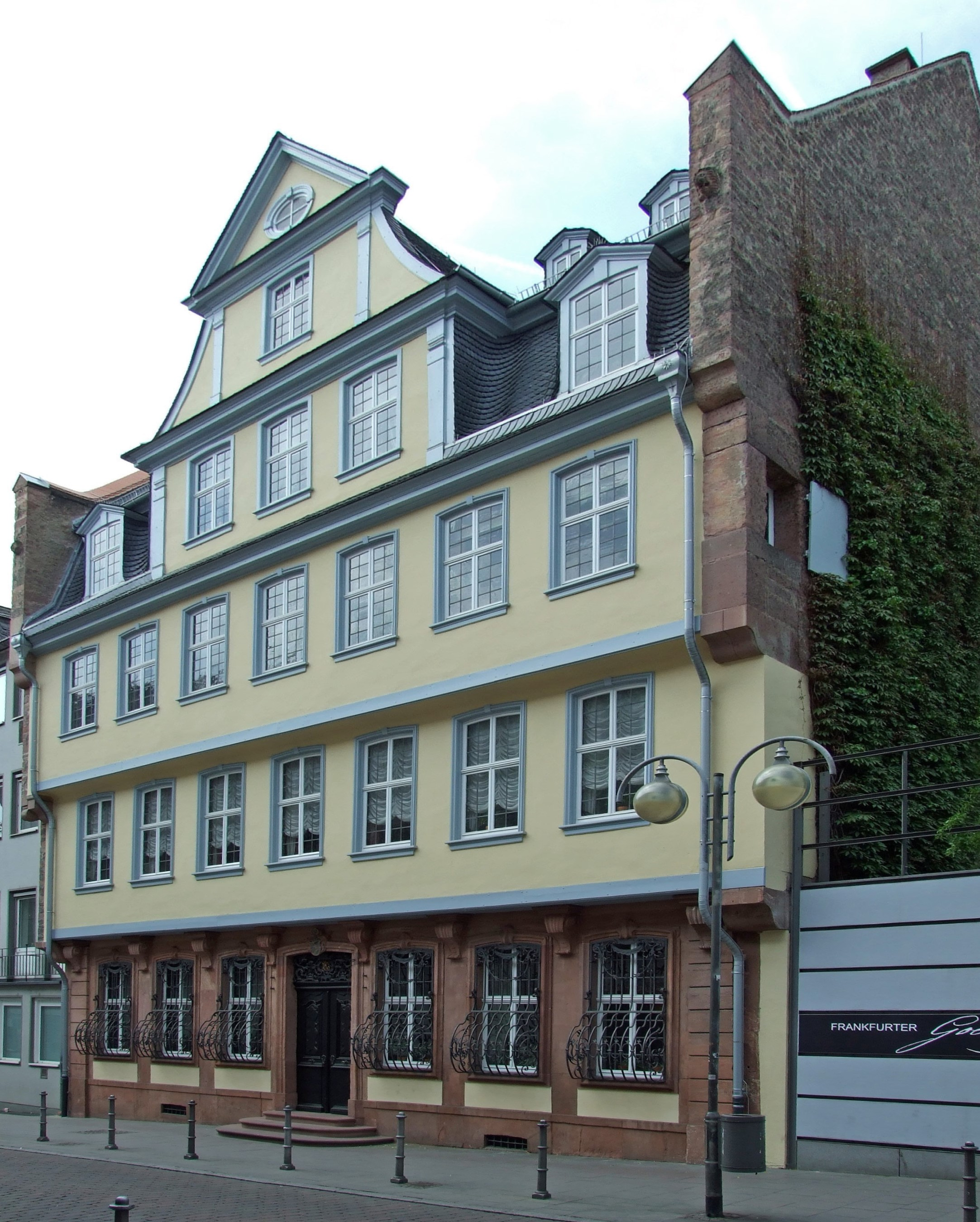
La maison d'enfance de Goethe.
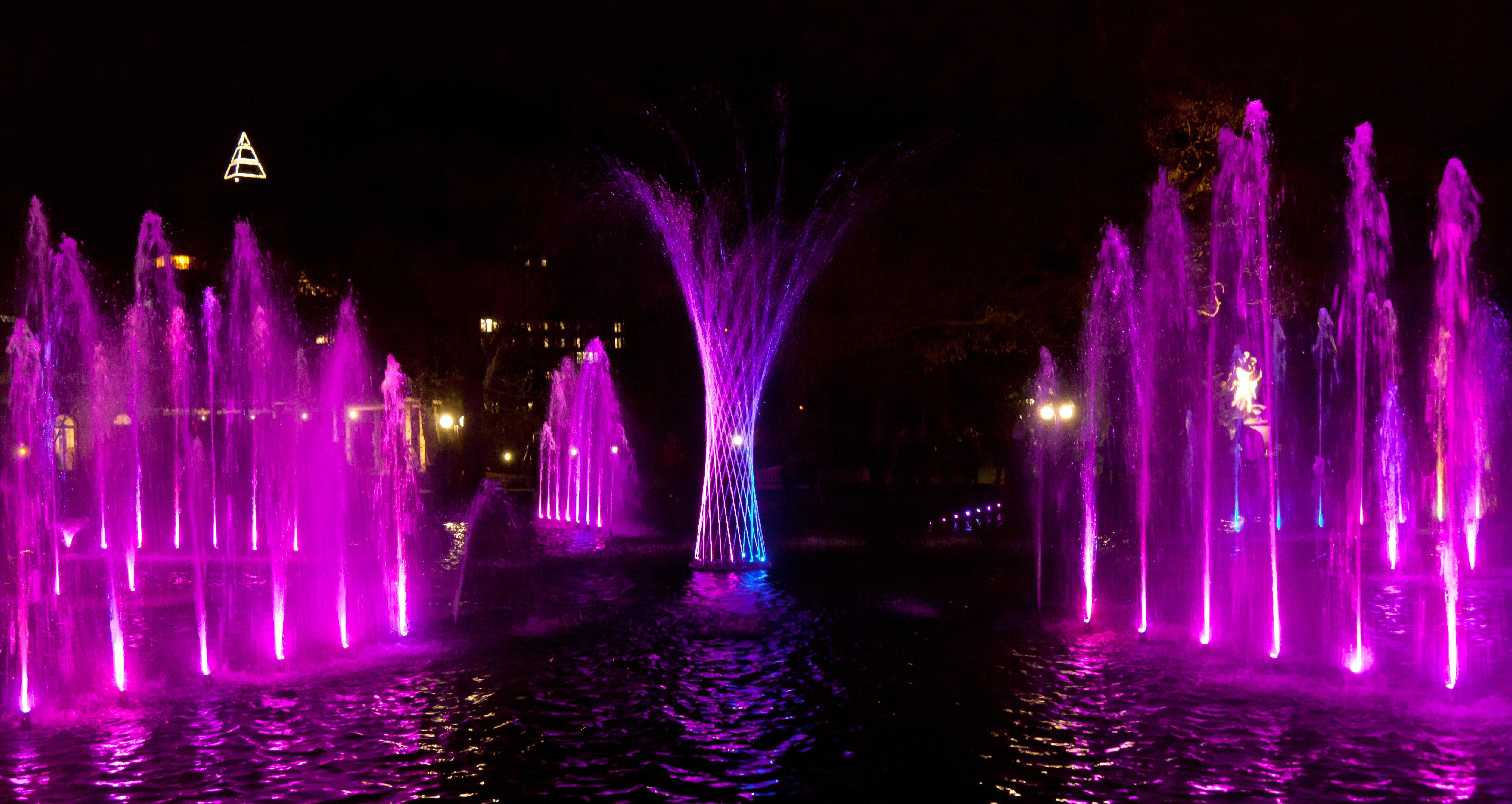
Dancing Water lors de la Luminale 2012.
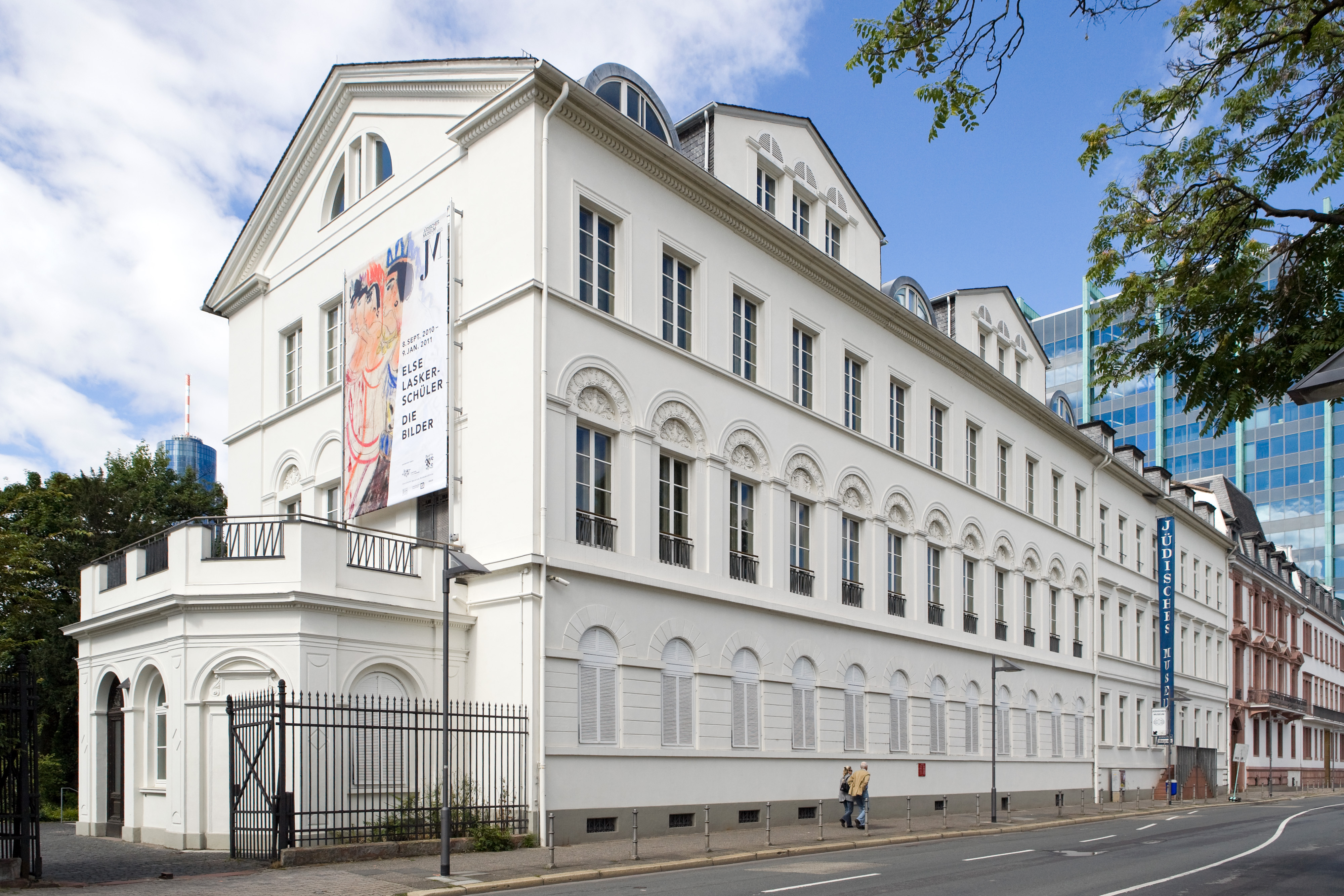
Musée juif de Francfort. inauguré en 1988.
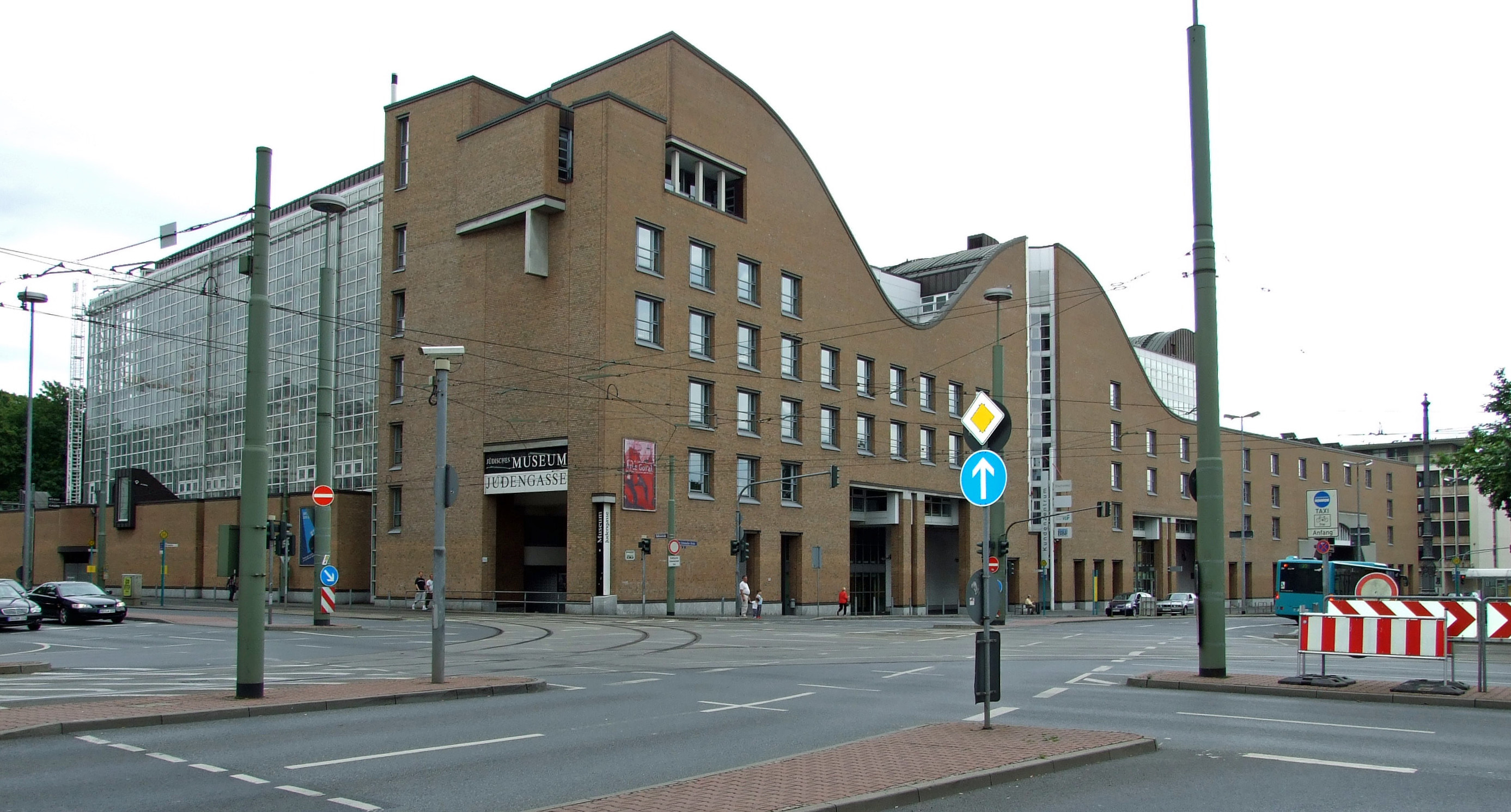
Musée Judengass décrivant le Ghetto de Francfort, inauguré en 1992.

## Religion et immigration
La ville de Francfort était historiquement majoritairement protestante, mais du fait de migrations des régions catholiques depuis le XIXe siècle, aujourd'hui les catholiques sont de peu majoritaires dans la ville.
Les communautés catholiques font partie du diocèse de Limburg, à l'exception de Bergen-Enkheim qui fait partie du diocèse de Fulda ; et Harheim, Nieder-Erlenbach et Nieder-Eschbach qui font partie du diocèse de Mayence.
Voici un tableau qui montre les habitants de Francfort nés hors de l'Allemagne en 2016.[réf. nécessaire]
| Pays de naissance  | Population |
| ------------------ | ---------- |
| Turquie            | 26 055     |
| Croatie            | 15 382     |
| Italie             | 14 672     |
| Pologne            | 13 220     |
| Roumanie           | 9 689      |
| Serbie             | 8 712      |
| Bulgarie           | 7 775      |
| Espagne            | 7 031      |
| Grèce              | 6 524      |
| Maroc              | 5 914      |
| Bosnie-Herzégovine | 5 555      |
| Inde               | 5 211      |
| France             | 4 412      |
| Portugal           | 4 028      |
| Chine              | 3 914      |
| Afghanistan        | 3 559      |

## Sports

### Clubs de la ville
| Club                   | Sport                           | Fondé en | Ligue                 | Stade                           |
| ---------------------- | ------------------------------- | -------- | --------------------- | ------------------------------- |
| Eintracht Francfort    | Football                        | 1899     | 1. Bundesliga         | Deutsche Bank Park              |
| FSV Francfort          | Football                        | 1899     | Regionalliga Südwest  | Frankfurter Volksbank Stadion   |
| 1. FFC Francfort       | Football                        | 1998     | 1. Frauen-Bundesliga  | Stadion am Brentanobad          |
| Francfort Skyliners    | Basket-ball                     | 1999     | Basketball-Bundesliga | Ballsporthalle Frankfurt-Höchst |
| Mainhatten Skywheelers | Basket-ball en fauteuil roulant | 1967     | RBBL                  | Wilhelm-Merton-Sporthalle       |
| Lions de Francfort     | Hockey sur glace                | 1991     | DEL                   | Eissporthalle Frankfurt         |
| SC 1880 Frankfurt      | Rugby                           | 1880     | Rugby Bundesliga      |                                 |
| Redbacks de Francfort  | Football australien             | ?        | 1. Frauen-Bundesliga  | ?                               |
| Francfort Universe     | Football américain              | 2007     | GFL                   | Frankfurter Volksbank Stadion   |

### Épreuves sportives renommées
Chaque année, le départ et l'arrivée du Grand Prix de Francfort cycliste ont lieu dans la ville.
Au mois de juillet a également lieu tous les ans un triathlon sous le format Ironman, alors que le marathon de Francfort se déroule en octobre.

## Personnalités

### Moyen Âge
- Charles II le Chauve (823–877), petit-fils de Charlemagne, roi d'Aquitaine, roi de Francie occidentale et empereur d'Occident, né à Francfort.

### Temps modernes
- Sebastian von Heusenstamm (1508-1555), prince-évêque de Mayence.
- Théodore de Bry (1528-1598), dessinateur, graveur et éditeur d'origine liégeoise, mort à Francfort.
- Hans Leo Hassler (1564-1612), compositeur et organiste allemand de la fin de la Renaissance et du début de la période baroque, mort à Francfort.
- Peter Uffenbach (1566-1635), médecin allemand, baptisé et enterré à Francfort.
- Philipp Uffenbach (1566-1636), peintre, illustrateur, aquarelliste, graveur et cartographe allemand, baptisé et enterré à Francfort.
- Adam Elsheimer (1578-1610), peintre allemand, baptisé à Francfort.
- Abraham Mignon (1640-1679), peintre germano-hollandais, né à Francfort.
- Anna Maria Sibylla Merian (1647–1717), naturaliste et artiste-peintre.
- Heinrich Christian von Senckenberg (1704-1768), juriste allemand né à Francfort.
- Johann Christian Senckenberg (1707-1772), médecin, naturaliste et botaniste allemand, né et mort à Francfort.
- Johann Friedrich Staedel (1728-1816), banquier et mécène allemand, né et mort à Francfort.
- Mayer Amschel Rothschild (1744–1812), fondateur de la dynastie banquière des Rothschild, né et mort à Francfort.
- Johann Wolfgang von Goethe (1749-1832), romancier, dramaturge, poète, théoricien de l'art et homme d'État allemand, né à Francfort.
- Charlotte de Saxe-Meiningen (1751-1827), princesse et astronome allemande née à Francfort.
- Friedrich Maximilian Klinger (1752-1831), poète et dramaturge allemand né à Francfort.
- Louis Michel Antoine Sahuc (1755-1813), général des armées du 1er Empire y est décédé.
- Hatam Sofer (1762-1839), rabbin né à Francfort.
- Elisabeth von Adlerflycht (1775-1846), peintre allemande née et morte à Francfort.
- Bettina von Arnim (1785–1859), femme de lettres et nouvelliste romantique allemande, née à Francfort.
- Arthur Schopenhauer (1788-1860), philosophe, mort à Francfort le 21 septembre 1860.

### XIXesiècle
- Eduard Rüppell (1794-1884), naturaliste et explorateur allemand, né et mort à Francfort-sur-le-Main.
- Alfred Johannot (1800–1837), peintre et graveur français, né à Francfort-sur-le-Main.
- Friedrich Wöhler (1800-1882), chimiste allemand, né à Francfort.
- Frédéric Jules Sichel (1802-1868), médecin et entomologiste français, né à Francfort.
- Marie d'Agoult (1805-1876), femme de lettres française, née à Francfort.
- Heinrich Hoffmann (1809-1894), psychiatre et écrivain, né et mort à Francfort.
- Jean Théodore François Champion (1812-1889), général français, mort à Francfort.
- Henri Nestlé (1814-1890), pharmacien et industriel suisse d’origine allemande, fondateur de l'entreprise agroalimentaire Nestlé, né à Francfort.
- Georg Heinrich Mettenius (1823-1866), botaniste, né à Francfort.
- Peter Burnitz (1824-1886), peintre allemand, né et mort à Francfort.
- Anne de Prusse (1836-1918), landgravine de Hesse-Cassel, mélomane convertie au Catholicisme et membre du Tiers-ordre Franciscain, morte à Francfort.
- Philippine Wolff-Arndt (1849-1940), peintre et féministe, est née et a passé sa jeunesse à Francfort.
- Fritz Baselt (1863-1931), compositeur.
- Amalie Seckbach (1870-1944), collectionneuse d'art, peintre et sculptrice.
- Jenny Apolant (1874-1925), militante féministe, conseillère municipale.
- Otto Hahn (1879–1968), « père de la chimie nucléaire » et lauréat du prix Nobel de chimie en 1944.
- Karl Schwarzschild (1873–1916), astrophysicien, né à Francfort.
- Ruth Cahn (1875-1966), peintre, née et morte à Francfort.
- Hans Fischer (1881–1945), lauréat du prix Nobel de chimie en 1930, né à Francfort.
- Max Beckmann (1884-1950), peintre et dessinateur allemand, ayant vécu à Francfort.
- Erich Schönfelder (1885-1933), acteur, réalisateur et scénariste.
- Ernst May (1886-1970), architecte et urbaniste allemand, né à Francfort.

### XXesiècle
- Johanna Kirchner (1889-1944), femme politique sociale-démocrate, résistante au nazisme, exécutée.
- Tony Sender (1888-1964), femme politique et journaliste, a vécu à Francfort.
- Ernst Moritz Hess (1890-1983), juge d'origine juive commandant de compagnie d'Hitler pendant la Première Guerre mondiale, a vécu à Francfort et y est mort.
- Erna Pinner (1890-1987), dessinatrice, peintre animalière, écrivaine et photographe est née et a vécu à Francfort jusqu'à son émigration due au nazisme.
- Lily Grosser (1894-1968), philanthrope française d'origine allemande, militante pour les relations politiques et culturelles franco-allemandes après la Seconde Guerre mondiale.
- Irmgard Enderle (1895-1985), femme politique, journaliste et féministe née à Francfort.
- Paul Hindemith (1895-1963), compositeur, chef d'orchestre et altiste allemand, ayant vécu à Francfort où il est mort.
- Wilhelm Schäfer (1896-1933), homme politique.
- Ernst Udet (1896–1941), pilote de chasse.
- Rosy Lilienfeld (1896-1942), dessinatrice et peintre, née à Francfort et morte assassinée à Auschwitz.
- Hans Scheil (1896-1988), peintre allemand, a vécu et est mort à Francfort en 1988.
- Grit Kallin-Fischer (1897-1976), peintre, photographe, sculptrice et graphiste allemande née à Francfort.
- Willy Messerschmitt (1898–1978), ingénieur en aéronautique.
- Elisabeth Schwarzhaupt (1901-1986), femme politique allemande, membre de la CDU et ministre fédérale des Affaires sanitaires, née et morte à Francfort.
- Adolf Heinz Beckerle (1902-1976), nazi né à Francfort.
- Theodor W. Adorno (1903–1969), philosophe, sociologue, compositeur et musicologue allemand, est né et a vécu à Francfort.
- Katharina Staritz (1903-1953), théologienne, résistante contre le nazisme, première femme pasteure de Hesse-Nassau.
- Karl Chmielewski (1903-1991), Hauptsturmführer SS, commandant du Camp de concentration de Gusen et constructeur du camp de concentration de Herzogenbusch, né à Francfort.
- Rose Schlösinger (1907-1943), résistante, membre de l'Orchestre rouge, née à Francfort.
- Ernst vom Rath (1909-1938), diplomate allemand dont l'assassinat à Paris a servi en Allemagne de prétexte à la Nuit de Cristal, né à Francfort.
- Bernhard Grzimek (1909–1989), zoologiste et gagnant de l’Oscar du meilleur film documentaire en 1960.
- Barys Kit (1910-2018), mathématicien, physicien et chimiste biélorusse, qui a joué un rôle pionnier aux États-Unis dans le développement de la propulsion spatiale.
- Gabrielle Wittkop (1920-2002), écrivaine française, ayant vécu et morte à Francfort.
- Samson François (1924-1970), pianiste français, né à Francfort.
- Alfred Grosser (1925-2024), politologue, sociologue et historien franco-allemand, né à Francfort.
- Liselott Linsenhoff (1927-1999), cavalière, double championne olympique de dressage.
- Anne Frank (1929-1945), adolescente allemande juive, victime du nazisme, dont le Journal constitue un témoignage fort, née à Francfort.

### XXIesiècle
- Daniel Cohn-Bendit (1945-), homme politique franco-allemand, adjoint au maire de Francfort, député européen, né à Montauban (France).
- Gerd Binnig (1947-), physicien allemand, colauréat du prix Nobel de physique en 1986, né à Francfort.
- Horst Ludwig Störmer (1949-), lauréat du prix Nobel de physique en 1998, né à Francfort.
- Dietrich Thurau, surnommé Didi Thurau (1954-), coureur cycliste allemand, né à Francfort.
- Ulrike Meyfarth (1956-), double championne olympique en saut en hauteur, née à Francfort.
- Hans Zimmer (1957-), compositeur de musique de film allemand, né à Francfort.
- Peter Kloeppel (1958-), journaliste et rédacteur en chef allemand de RTL (Allemagne), né à Francfort.
- Julianne Moore (1960-), actrice américano-écossaise, diplômée de l’American High School de Francfort.
- Susanne Fröhlich (1962-), écrivain et journaliste allemande, née à Francfort.
- Eckart von Hirschhausen (1967- ), animateur de télévision, médecin, magicien, artiste de cabaret, comédien et écrivain allemand, né à Francfort.
- Steffi Jones (1972-), footballeuse allemande, née à Francfort.
- Christian Oliver (1972-), acteur allemand, a vécu son enfance à Francfort et y étudia.
- Tré Cool (1972-), batteur américain du groupe punk-rock Green Day, né à Francfort.
- Matthias Fekl (1977-), homme politique français, ministre de l'Intérieur, né à Francfort.
- Birgit Prinz (1977–), meilleure footballeuse du monde en 2003, 2004 et 2005, née à Francfort.
- Jo Weil (1977-), acteur, né à Francfort.
- J. Cole (1985-), rappeur américain, né à Francfort.
- Björn Thurau (1988-), coureur cycliste allemand, né à Francfort.
- Steffen Fäth (1990-), handballeur international allemand, né à Francfort.
- Ivana Knöll (1992-), mannequin croate, née à Francfort.
- Fouad Aghnima (1997-), joueur international allemand de futsal, né à Francfort.

## Divers
- En 2005, Francfort avait le plus haut taux de délinquance d'Allemagne (17 213 délits pour 100 000 habitants)[16]. Il convient toutefois de préciser que ces chiffres incluent aussi l'aéroport de la ville, le plus important d'Allemagne, et sont donc artificiellement gonflés par les saisies de douane par exemple.
- Francfort a la densité de lieux de travail la plus élevée en Allemagne, avec 600 000 postes de travail sur 670 000 habitants. Cette situation s'explique par l'arrivée quotidienne dans la ville de plus de 300 000 personnes qui travaillent à Francfort mais n'y résident pas, alors que moins de 100 000 personnes font le trajet inverse.
- Bien que Francfort possède deux brasseries réputées (dont une qui est la plus productive du pays, ce qui fait de Francfort la première ville de la bière d'Allemagne avant Munich), la boisson est ici le cidre ; appelé Ebbelwei, il est aigrelet, non sucré, très peu gazeux et désaltérant.

## Légendes

### La création de Francfort
Selon la légende à l'endroit où se trouve Francfort aujourd'hui, Charlemagne fut poursuivi par les Saxons et bloqué au nord par le Main. Ne voyant aucune issue il se mit à prier. Soudain le ciel s'ouvrit et un rayon de soleil illumina un cerf qui traversa le Main sur un gué. Charlemagne et ses troupes traversèrent le Main et le ciel s'assombrit à nouveau. Lorsque les Saxons arrivèrent ils ne surent pas par où traverser et Charlemagne fut sauvé. Il s'exclama donc « Da drüben sollen die Sachsen hausen » (« Là-bas devront vivre les Saxons ») ce qui a donné l'origine du quartier de Sachsenhausen, un des premiers quartiers intégrés à la ville. D'ailleurs une statue de Charlemagne se trouve devant le musée historique de Francfort.

### Alte Brücke

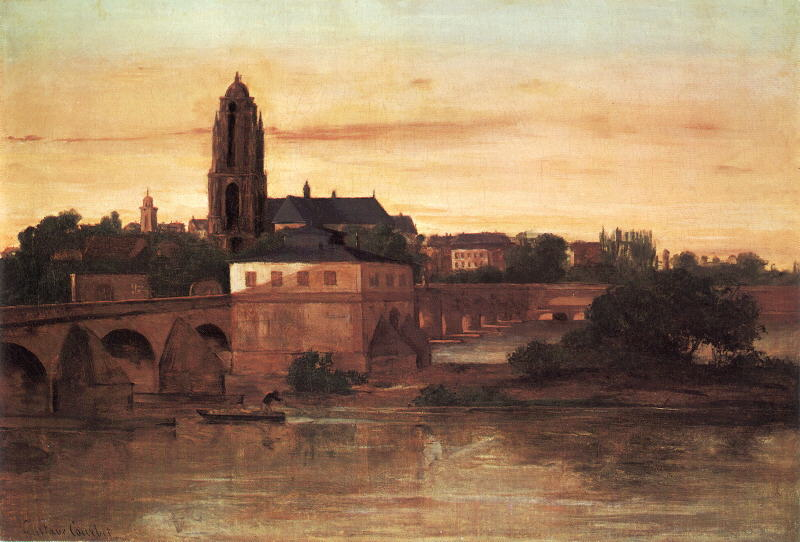
Vue de Francfort-sur-le-Main, avec lAlte Brücke (Vieux pont), par Gustave Courbet (1858).

L'Alte Brücke est le plus vieux pont de la ville, il a été mentionné pour la première fois en 1222, mais a certainement été construit au Xe ou XIe siècle. Selon les frères Grimm, lorsque le maître d’œuvre vit qu'à deux jours de la date à laquelle il s'était engagé à finir les travaux, il ne serait pas dans les temps, il appela le diable à l'aide. Le diable accepta à condition d'avoir le premier être vivant traversant le pont. Le contrat fut signé et le diable finit le pont la nuit avant le dernier jour. Et au lendemain le maître d’œuvre traversa le pont en chassant un coq devant lui afin de le livrer au diable. Aujourd'hui encore on voit un coq sur un crucifix sur l'Alte Brücke. Le pont a, par ailleurs, été détruit et reconstruit au moins 18 fois.

## Littérature
Victor Hugo l'évoque dans ses lettres fictives de récit de voyage Le Rhin (1842).

## Jumelages
- Lyon (France) depuis 1960
- Birmingham (Royaume-Uni) depuis 1966
- Milan (Italie) depuis 1971
- Le Caire (Égypte) depuis 1979
- Canton (Chine) depuis 1988
- Toronto (Canada) depuis 1989
- Budapest (Hongrie) depuis 1990
- Leipzig (Allemagne) depuis 1990
- Prague (Tchéquie) depuis 1990
- Grenade (Nicaragua) depuis 1991
- Cracovie (Pologne) depuis 1991
- Dubaï (Émirats arabes unis) depuis 2005
- Yokohama (Japon) depuis 2011
- Eskişehir (Turquie) depuis 2012
- Philadelphie (États-Unis) depuis 2015
- Hong Kong (Hong Kong)

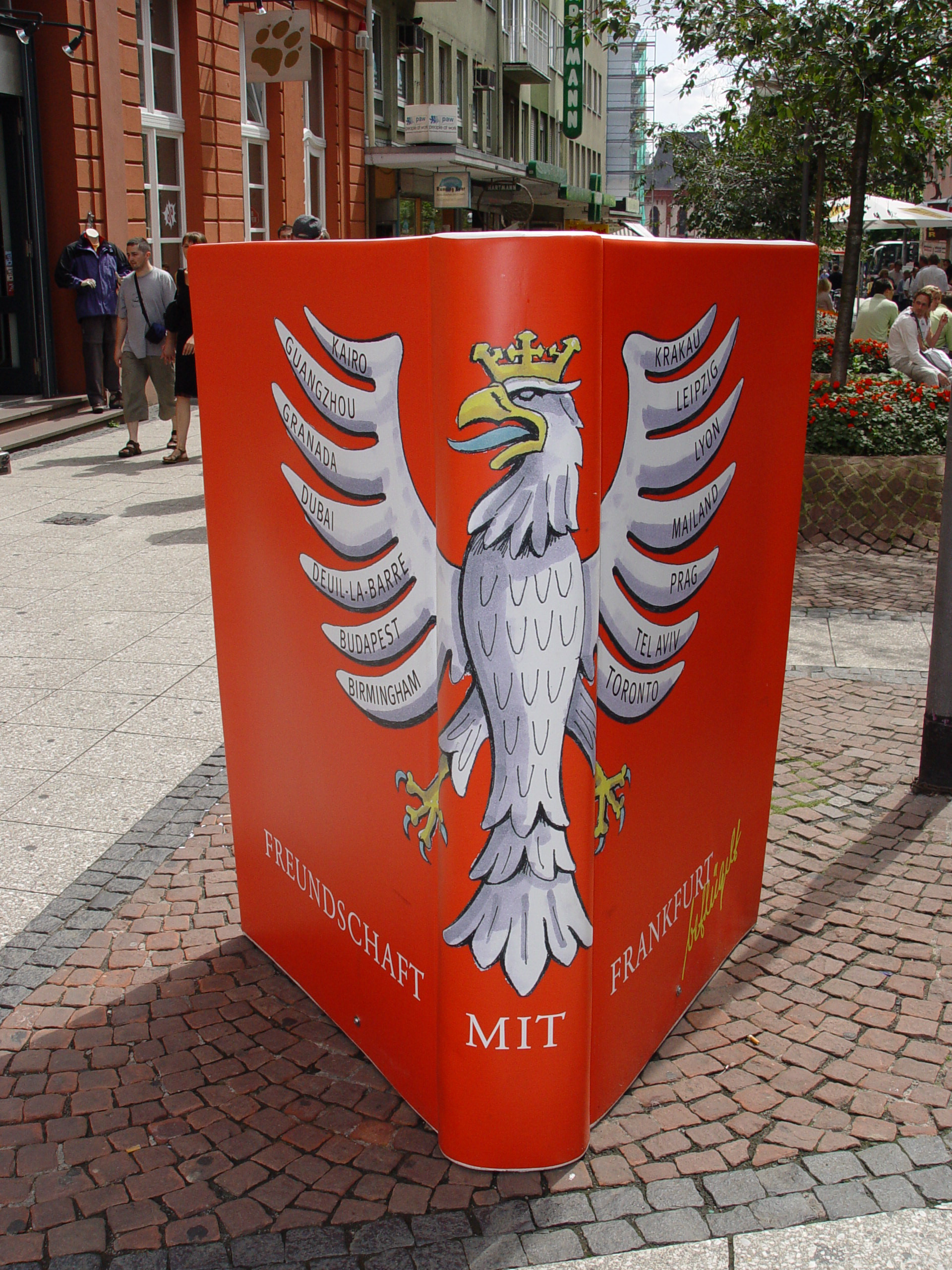
Jumelages francfortois à partir de 2005.

En outre, il existe un jumelage depuis 1967 entre le district de Nieder-Eschbach (rattaché à Francfort en 1972) et la ville française de Deuil-la-Barre.

## Honneur
L'astéroïde (204852) Frankfurt est nommé en son honneur.